# فهرست میراث جهانی در چین
میراث جهانی در چین تا ژانویه ۲۰۲۵ شامل ۵۹ اثر در این کشور است. چین با ۵۹ اثر ثبت‌شده رتبه دوم در جهان را دارا می‌باشد. از این ۵۷ مکان ثبت‌شده، ۴۰ سایت میراث فرهنگی، ۱۵ سایت میراث طبیعی، ۴ سایت فرهنگی و طبیعی و یک سایت، مشترک با کشوری دیگر است. برخی از این آثار، از ضروری‌ترین منابع گردشگری و ارزشمند در چین هستند. چین در ۱۲ دسامبر ۱۹۸۵ برای حفاظت از میراث فرهنگی و طبیعی جهان به کنوانسیون بین‌المللی یونسکو پیوست.
سایت‌های میراث جهانی سازمان آموزشی، علمی و فرهنگی سازمان ملل متحد، یونسکو مکان‌هایی هستند که دارای اهمیت فرهنگی یا طبیعی هستند، همان‌طور که در پیمان‌نامه میراث جهانی، که در سال ۱۹۷۲ تأسیس شده، شرح داده شده است.
میراث فرهنگی شامل بناهای تاریخی مانند آثار معماری، مجسمه‌ها، کتیبه‌ها، مجموعه‌های ساختمانی و محوطه‌های باستانی است. از سوی دیگر، میراث طبیعی به ویژگی‌های فیزیکی و زیستی، شکل‌های زمین‌شناسی و زیستگاه گونه‌های در خطر انقراض حیوانات و گیاهان اطلاق می‌شود. همچنین مکان‌هایی که از نظر علمی، حفاظتی یا زیبایی طبیعی اهمیت دارند، جزو میراث طبیعی به‌شمار می‌روند.
چین چشم‌انداز طبیعی متنوعی دارد، از استپ‌های جنگلی و بیابان‌هایی چون گبی و تکله‌مکان در ناحیهٔ خشک شمالی نزدیک به مغولستان و سیبری ِ روسیه گرفته تا جنگل‌های زیرگرمسیری در سرزمین‌های مرطوب جنوبی نزدیک به ویتنام، لائوس و میانمار. مناطق غربی کشور ناهموار است و رشته‌کوه‌های هیمالیا و تیان شان مرز طبیعی آن را با هند و آسیای مرکزی ترسیم می‌کنند. در مقابل، نواحی شرقی این کشور کم‌ارتفاع است و با ساحلی به طول ۱۴٫۵۰۰ کیلومترمربع در جنوب شرقی با دریای چین جنوبی و در شرق با دریای شرق چین همسایه است که در سوی دیگرش تایوان، کره و ژاپن قرار گرفته‌اند.
تمدن چین باستان یکی از کهن‌ترین تمدنهای تاریخ است که در سواحل حاصل‌خیز رود زرد که در دشت شمال چین جاری‌ست شکوفا شد.
کشور چین از نظر تنوع میراث جهانی (فرهنگی، طبیعی، ترکیبی) به عنوان کاملترین کشور در بین کشورها شناخته می‌شود و ۵۹ مکان پیشنهادی برای ثبت در فهرست میراث جهانی دارد. شهر پکن با شش میراث بیشترین میراث ثبت‌شده در میان شهرها را دارا می‌باشد. دیوار چین، لشکر سفالین، شهر ممنوعه و میراث ترکیبی کوهستان هونگ‌شان از جمله معروف‌ترین میراث‌های ثبت‌شده در چین هستند.

## میراث جهانی
یونسکو سایت‌ها را با ده معیار فهرست می‌کند. هر ورودی، باید حداقل یکی از معیارها را داشته باشد.
| #  | نگاره                         | نام                                                                                   | موقعیت                                                                      | سال              | ش ثبتمعیارها                    | شرح | م      |
| -- | ----------------------------- | ------------------------------------------------------------------------------------- | --------------------------------------------------------------------------- | ---------------- | ------------------------------- | --- | ------ |
| ۱  |                               | کوه تای                                                                               | شاندونگ                                                                     | ۱۹۸۷             | ۴۳۷(i)(ii)(iii)(iv)(v)(vi)(vii) | این کوه مقدس برای دو هزار سال مکانی برای عبادت بوده است و شاهکارهای معماری و هنر را در خود جای داده است که کاملاً با محیط طبیعی خود هماهنگ است. کوه تایشان یا تای نماد تمدن‌ها و باورهای چین باستان همواره منبع الهام هنرمندان و دانشمندان این کشور بوده است. | [ ۶ ]  |
| ۲  |                               | دیوار بزرگ چین                                                                        | لیائونینگ، هبئی، تیانجین، پکن، شانشی، مغولستان داخلی، شنشی، گانسو و چینگهای | ۱۹۸۷             | ۴۳۸(i)(ii)(iii)(iv)(vi)         | در حدود سال ۲۲۰ قبل از میلاد، اولین امپراتور «چین شی هوانگ» دستور داد تا بخش‌های استحکامات ساخته شده قبلی را به منظور ایجاد یک سیستم دفاعی منسجم در برابر تهاجمات مردمان شمال، دوباره متحد کنند. کار ساخت و ساز بر روی دیوار بزرگ تا زمان دودمان مینگ (۱۳۶۸–۱۶۴۴) ادامه یافت و در نتیجه آن غول پیکرترین کار مهندسی نظامی تمام دوران انجام شد. ارزش معماری عالی آن با اهمیت تاریخی و استراتژیک آن قابل مقایسه است. | [ ۷ ]  |
| ۳  | شهر ممنوعه · کاخ موکدن        | شهر ممنوعه و کاخ موکدن                                                                | پکن و شنیانگ                                                                | ۱۹۸۷ و ۲۰۰۴      | ۴۳۹(i)(ii)(iii)(iv)             | شهر ممنوعه در پکن، با باغ‌های محوطه سازی شده و ساختمان‌های بسیار که نزدیک به ۱۰۰۰۰ اتاق آن شامل مبلمان و آثار هنری است، گواهی گرانبها از تمدن چین در دوران مینگ است که مقر قدرت برتر برای بیش از پنج قرن (۱۴۱۶–۱۹۱۱) به عنوان مرکز قدرت بوده است. کاخ امپراتوری دودمان چینگ در شنیانگ از ۱۱۴ ساختمان تشکیل شده است که بین سال‌های ۱۶۲۵–۲۶ و ۱۷۸۳ ساخته شده‌اند. این مجموعه شامل یک کتابخانه مهم است و گواهی بر پایه‌گذاری آخرین سلسله‌ای است که قبل از اینکه قدرت خود را به مرکز کشور گسترش دهد و پایتخت را به پکن منتقل کند بر چین حکومت می‌کرد. این عمارت، معماری قابل توجه و تاریخی مهمی از تاریخ سلسله چینگ و سنت‌های فرهنگی مانچو و سایر قبایل در شمال چین ارائه می‌دهد. | [ ۸ ]  |
| ۴  |                               | لشکر سفالین                                                                           | شی‌آن، شنشی                                                                  | ۱۹۸۷             | ۴۴۱(i)(iii)(iv)(vi)             | در این سایت باستان‌شناسی که در سال ۱۹۷۴ کشف شد هزاران مجسمه وجود دارد. در اینجا بقایای فانی کیین - اولین متحد چین، که در ۲۱۰ قبل از میلاد درگذشت - در مرکز یک مجموعه تاریخی قرار دارد که طرح شهری پایتخت آن، شی‌آن را بازتولید می‌کند. امپراتور توسط ارتشی از جنگجویان سفالی احاطه شده است که در سراسر جهان مشهور شده‌اند. این شخصیت‌ها، که همگی متفاوتند و اسب‌ها، ارابه‌ها و سلاح‌هایشان، شاهکارهای واقع‌گرایی (هنر) و شاهدی تاریخی ارزشمند هستند. | [ ۹ ]  |
| ۵  |                               | غار موگای                                                                             | دون‌هوانگ                                                                    | ۱۹۸۷             | ۴۴۰(i)(ii)(iii)(iv)(v)(vi)      | ۴۲۹ حجره و زیارتگاه غار موگای در موقعیت استراتژیک سابق در جاده ابریشم قرار دارد که محل تلاقی تجارت پر رونق و محل تلاقی جریان‌های مختلف مذهبی، فرهنگی و فکری بود. این غارها به خاطر مجسمه‌ها و نقاشی‌های دیواری خود که نشان دهنده هزاره هنر بودایی است، مشهور هستند. | [ ۱۰ ] |
| ۶  |                               | کوهستان هونگ‌شان                                                                       | آن‌هوئی                                                                      | ۱۹۹۰             | ۵۴۷(ii)(vii)(x)                 | کوه هوانگشان، که به «زیباترین کوه چین» شهرت دارد، در طول بخش بزرگی از تاریخ چین از طریق هنر و ادبیات مانند سبک شانسویی یا «کوه و آب» در میانه قرن شانزدهم مورد ستایش قرار گرفته است. امروزه این مکان همچنان بازدیدکنندگان، شاعران، نقاشان و عکاسانی را که به این محل به‌عنوان یک مقصد زیارتی می‌آیند، مجذوب خود می‌کند. این کوه به‌خاطر مناظر شگفت‌انگیز خود شامل قله‌ها و صخره‌های گرانیتی که از میان دریایی از ابرها سر برآورده‌اند، مشهور است. | [ ۱۱ ] |
| ۷  |                               | زوکودیان                                                                              | پکن                                                                         | ۱۹۸۷             | ۴۴۹(iii)(vi)                    | یک محوطه باستان‌شناسی که اطلاعات ارزشمندی دربارهٔ انسان‌های پیشاتاریخی ارائه داده است. این مکان به کشف «انسان راست‌قامت پلیستوسن» یا انسان پکن مشهور است که یکی از شواهد مهم زندگی و تکامل اولیه انسان در شرق آسیا به‌شمار می‌آید. حفاری‌های انجام‌شده در اوایل قرن بیستم، مجموعه‌ای غنی از فسیل‌ها و ابزارها از جمله جمجمه‌ها، استخوان‌ها و ابزارهای سنگی را آشکار کرد که قدمت آن‌ها به حدود ۷۷۰ هزار تا ۲۳۰ هزار سال پیش می‌رسد. | [ ۱۲ ] |
| ۸  |                               | دره جیوژایگو                                                                          | سیچوآن                                                                      | ۱۹۹۲             | ۶۳۷(vii)                        | دره پرپیچ و خم جیوژایگو با مساحت ۷۲۰۰۰ هکتار در شمال استان سیچوان امتداد دارد. این منطقه دارای اکوسیستم‌های جنگلی بسیار متنوعی است. دامنه‌های آن گاهی به ارتفاع بیش از ۴۸۰۰ متر می‌رسد. مناظر عالی آن با وجود زنجیره ای از مخروط‌های کارست باریک و آبشارهای دیدنی مشخص می‌شود. این دره خانه ۱۴۰ گونه پرنده و برخی گونه‌های گیاهی و جانوری در معرض خطر انقراض مانند پانداهای غول پیکر و سیچوان تاکین است. نام این دره، «جیوژایگو» به معنای «دره نُه روستا» است و به نُه روستای تبتی اشاره دارد که در سراسر پارک پراکنده شده‌اند. از ویژگی‌های برجسته این منطقه، آب‌های زلال و شفاف، دریاچه‌های کریستالی و آبشارهای چشم‌نواز آن است که به خاطر رنگ‌های زنده و خیره‌کننده‌شان شهرت دارند؛ رنگ‌هایی که نتیجه وجود رسوبات معدنی و جلبک‌ها در آب هستند. | [ ۱۳ ] |
| ۹  |                               | هانگ لونگ                                                                             | سیچوآن                                                                      | ۱۹۹۲             | ۶۳۸(vii)                        | شهرت این منطقه به‌خاطر استخرهای کلسیتی رنگارنگ، مناظر کوهستانی، جنگل‌های انبوه و آبشارهایش است و میزبان انواع مختلفی از اکوسیستم‌ها است که خانهٔ گونه‌های در خطر انقراض مانند پاندا غول‌پیکر و میمون دماغ‌سربالای طلایی سیچوان هستند. نام «هوانگ‌لونگ» به‌خاطر رسوبات کلسیتی زردی است که استخرهای پلکانی آن را شکل می‌دهند و ویژگی برجسته این مکان دره هوانگ‌لونگ است. این منطقه به‌خاطر استخرهای تراورتنی خود شناخته می‌شود که اندازه و شکل‌های مختلفی دارند و برای آب‌های شفاف و رنگارنگ خود معروف هستند. هانگ‌لونگ همچنین شامل معابد و پرستشگاه‌های باستانی است. | [ ۱۴ ] |
| ۱۰ |                               | ولینگ یانگ                                                                            | هونان                                                                       | ۱۹۹۲             | ۶۴۰(vii)                        | این سایت در استان هونان بیش از ۲۶۰۰۰ هکتار وسعت دارد. نهرهای متعدد، دره‌ها، دره‌ها و حوضچه‌های بزرگ آب و همچنین وجود حدود ۴۰ غار و دو پل طبیعی عظیم، زیبایی فوق‌العاده‌ای به این منظره بخشیده است. این منطقه شامل چندین پارک ملی است که مشهورترین آن‌ها پارک ملی ژانگ‌جیاجی در چین است. این پارک به‌خاطر بیش از ۳۰۰۰ ستون و قله کوارتزیتی ماسه‌سنگی که بسیاری از آنها بیش از ۲۰۰ متر ارتفاع دارند و به طرز شگفت‌انگیزی سر به آسمان کشیده‌اند، شهرت دارد. این ناحیه همچنین دارای دره‌ها، تنگه‌ها، آبشارها، جویبارها، پل‌های طبیعی، غارها و دو ذخیره‌گاه طبیعی بزرگ است. علاوه بر این، گونه‌های مختلفی از گیاهان و حیات‌وحش در این منطقه یافت می‌شود که برخی از آن‌ها نادر یا در معرض خطر انقراض هستند. | [ ۱۵ ] |
| ۱۱ |                               | اقامتگاه کوهستان چنگده                                                                | هبئی                                                                        | ۱۹۹۴             | ۷۰۳(ii)(iv)                     | این اقامتگاه کوهستانی، کاخ تابستانی سلسله چینگ در استان هبی است که بین سال‌های ۱۷۰۳ و ۱۷۹۲ ساخته شد. این مجموعه وسیعی از ساختمان‌های کاخ، اداری و تشریفاتی، معابد با معماری بسیار متنوع و باغ‌های امپراتوری هماهنگ شده با چشم‌انداز است. اقامتگاه کوه چنگده علاوه بر علاقه زیبایی‌شناختی، شاهد تاریخی مهمی برای آخرین مرحله توسعه جامعه فئودالی در چین است. این اقامتگاه در مساحتی وسیع پراکنده شده و ترکیبی از هنر باغ‌سازی چینی و مناظر طبیعی را شامل می‌شود، از جمله دریاچه‌ها، باغ‌ها، کاخ‌ها و ایوان‌ها. معابد اطراف، که به سبک‌های مختلف معماری ساخته شده‌اند و از معماری مناطق مختلف چین الهام گرفته‌اند، به‌منظور ترویج وحدت میان گروه‌های قومی گوناگون در امپراتوری چینگ ساخته شده‌اند. این معابد، که عناصر معماری هان، تبتی و مغولی را در خود جای داده‌اند، شاهدی بر گنجایش دینی و فرهنگی دوران سلسله چینگ هستند. | [ ۱۶ ] |
| ۱۲ |                               | آرامگاه و پرستشگاه کنفوسیوس                                                           | کوفو                                                                        | ۱۹۹۴             | ۷۰۴(i)(iv)(vi)                  | این معبد که در ابتدا در سال ۴۷۸ پیش از میلاد ساخته شده و در طول قرن‌ها گسترش یافته است، به‌عنوان یکی از بزرگ‌ترین و مهم‌ترین مکان‌ها برای بزرگداشت کنفوسیوس شناخته می‌شود. این معبد نمونه‌ای از سبک‌های معماری سنتی چینی را به نمایش می‌گذارد و میزبان تعداد زیادی استل و آثار مرتبط با کنفوسیوس و تعالیم او است. در کنار معبد، عمارت خاندان کنگ قرار دارد که محل سکونت تاریخی نسل‌های مستقیم کنفوسیوس بوده است. گورستان کنفوسیوس، که بخشی از این مجموعه است، جایی است که کنفوسیوس و بسیاری از نوادگان او دفن شده‌اند و این مکان شامل یک منطقه وسیع جنگلی است که سنگ‌قبری‌ها و لوح‌های یادبود را در خود جای داده است. | [ ۱۷ ] |
| ۱۳ |                               | بناهای تاریخی کوهستان وودانگ                                                          | هوبئی                                                                       | ۱۹۹۴             | ۷۰۵(i)(ii)(vi)                  | بناهای باستانی در کوهستان وودانگ شامل مجموعه‌ای از معابد و صومعه‌های تائوئیستی است که در دوران سلسله مینگ توسعه یافته‌اند. این مجموعه در دل چشم‌انداز طبیعی کوهستان وودانگ قرار دارد و اصول تائوئیستی هماهنگی میان انسان و طبیعت را منعکس می‌کند. این سایت شامل سازه‌هایی مانند معبد نانیان و کاخ ابر بنفش است که به‌طور هماهنگ با زمین کوهستانی طراحی شده‌اند. این بناها برای انجام مناسک تائوئیستی، هنرهای رزمی و مدیتیشن اهمیت ویژه‌ای دارند. | [ ۱۸ ] |
| ۱۴ | قصر پوتالا · نوربولینگکا      | قصر پوتالا، جوخانگ و نوربولینگکا                                                      | لهاسا                                                                       | ۱۹۹۴، ۲۰۰۰، ۲۰۰۱ | ۷۰۷(i)(iv)(vi)                  | مجموعه تاریخی کاخ پوتالا، شامل معبد جوخانگ و نوربولینگکا، مجموعه‌ای از سایت‌های مهم است که در قلب آیین بودیسم تبتی و مدیریت تبت قرار دارند. کاخ پوتالا، که زمانی اقامتگاه زمستانی دالایی لاماها بوده است، بر فراز تپه مارپو ری قرار گرفته و معماری و هنر تبتی را به‌طور چشمگیری به نمایش می‌گذارد. این کاخ دارای هزاران اتاق، نمازخانه و کتابخانه است که مملو از آثار هنری و دست‌نوشته‌های بی‌قیمت هستند. معبد جوخانگ، که به‌عنوان قلب معنوی تبت شناخته می‌شود، یکی از مهم‌ترین مکان‌های زیارتی است و مجسمه مقدس جوو رینپوچه را در خود جای داده است. این معبد با معماری خاص و فضایی که الهام‌بخش ایمان و ارادت است، جوهره بودیسم تبتی را به تصویر می‌کشد. نوربولینگکا، کاخ تابستانی دالایی لاماها، در میان مجموعه‌ای از باغ‌ها و پارک‌ها قرار دارد و ترکیبی از سبک‌های معماری تبتی و هان را نشان می‌دهد. این کاخ به‌عنوان یک مرکز فرهنگی و مذهبی عمل می‌کرد و نقش مهمی در زندگی معنوی و اداری تبت ایفا می‌کرد. | [ ۱۹ ] |
| ۱۵ |                               | پارک ملی لوشان                                                                        | جیانگشی                                                                     | ۱۹۹۶             | ۷۷۸(ii)(iii)(iv)(vi)            | این پارک به‌خاطر قله‌های گرانیتی، پوشش گیاهی انبوه، آبشارها و مناظری که از ابرها پوشیده شده‌اند، شناخته می‌شود. این مکان بر شعر، نقاشی و فلسفه تأثیرگذار بوده است. منطقه شامل بناهای تاریخی، معابد و ویلاهایی است که اهمیت فرهنگی و آموزشی این پارک را منعکس می‌کنند. پارک ملی کوه لو نمایانگر ترکیبی از مناظر طبیعی و تاریخ فرهنگی است. کوه لوشان در شهر جیوجیانگ، استان جیانگ‌شی واقع شده است. مساحت پارک ملی لوشان ۳۰٬۲۰۰ هکتار است و بلندترین قله آن، قله هانیانگ، ۱٬۴۷۴ متر از سطح دریا ارتفاع دارد. این کوه از شمال به رودخانه یانگ‌تسه و از جنوب به دریاچه پویانگ مشرف است و مناظر ترکیبی از رودخانه، تپه‌ها و دریاچه، زیبایی بی‌نظیری را پدیدآورده که بیش از ۲٬۰۰۰ سال الهام‌بخش رهبران معنوی، دانشمندان، هنرمندان و نویسندگان بوده است. بیش از ۲۰۰ بنای تاریخی در پارک ملی لوشان قرار دارد؛ مجموعه‌هایی از سالن‌های نیایش که در طول زمان بازسازی و گسترش یافته‌اند تا مرکزی پایدار برای مطالعات و امور مذهبی ایجاد کنند. | [ ۲۰ ] |
| ۱۶ | کوهستان امی · بودای بزرگ لشان | کوهستان امی و بودای بزرگ لشان                                                         | سیچوآن                                                                      | ۱۹۹۶             | ۷۷۹(iv)(vi)(x)                  | کوه اِمی یکی از چهار کوه مقدس بودایی در چین است که به‌خاطر زیبایی طبیعی، تنوع زیستی غنی و معابد باستانی خود مشهور است. این کوه محل اولین معبد بودایی در چین است که در قرن اول میلادی ساخته شد و از آن زمان به‌عنوان یک مکان زیارتی مورد توجه قرار گرفته است. مجسمه غول‌پیکر لشان، یک مجسمه سنگی ۷۱ متری است که در قرن هشتم از روی یک دیواره صخره‌ای تراشیده شده و نمایانگر بودای میتریا است. این مجسمه یکی از بزرگ‌ترین و بلندترین مجسمه‌های سنگی بودا در جهان است و به‌خاطر ساختار پیچیده‌ای که شامل یک سیستم زهکشی داخلی برای حفاظت از آن در برابر فرسایش است، شهرت دارد. | [ ۲۱ ] |
| ۱۷ |                               | شهر قدیمی لیجیانگ                                                                     | یون‌نان                                                                      | ۱۹۹۷             | ۸۱۱(ii)(iv)(v)                  | شهر باستانی حفظ‌شده‌ای که میراث فرهنگی مردم ناخی را که یک اقلیت قومی با ترکیبی منحصر به فرد از تأثیرات فرهنگی هستند، به نمایش می‌گذارد. این شهر که در اواخر دوران سلسله سونگ و اوایل سلسله یوان تأسیس شده است، به‌خاطر معماری تاریخی خاص خود از جمله خانه‌های چوبی با سقف‌های کاشی‌دار و سیستم پیچیده‌ای از راه‌آب‌ها و پل‌ها شناخته می‌شود. طراحی لیجیانگ تحت تأثیر جغرافیای محلی و اصول فنگ‌شویی سنتی قرار دارد که منجر به ترکیب هماهنگ این شهر با محیط طبیعی خود شده است. این شهر همچنین به‌عنوان یک مرکز فرهنگی برای فرهنگ ناخی عمل می‌کند که در موسیقی، هنر و جشن‌ها قابل مشاهده است. | [ ۲۲ ] |
| ۱۸ |                               | پینگ یائو                                                                             | شانشی                                                                       | ۱۹۹۷             | ۸۱۲(ii)(iii)(iv)                | پینگ یائو که در قرن چهاردهم تأسیس شد، نمونه ای استثنایی از یک شهر سنتی هان دوران سلسله‌های مینگ و چینگ است که به خوبی حفظ شده است. بافت شهری آن نمایانگر پنج قرن تکامل سبک‌های معماری و شهرسازی در امپراتوری چین است. ساختمان‌های بانکی با ابهت آن که در اواخر قرن نوزدهم و اوایل قرن بیستم ساخته شد، از جذابیت خاصی برخوردار است. همچنین این شهر به‌عنوان محل یکی از اولین بانک‌های چین نیز معروف است. | [ ۲۳ ] |
| ۱۹ |                               | باغ‌های کلاسیک سوژو                                                                    | جیانگسو                                                                     | ۱۹۹۷، ۲۰۰۰       | ۸۱۳(i)(ii)(iii)(iv)(v)          | هنر منظره کلاسیک چین، که سعی در بازسازی مناظر طبیعی مینیاتوری دارد، به‌طور استثنایی در ۹ باغ شهر تاریخی سوژو به نمایش گذاشته شده است. این باغ‌ها که بین قرن‌های ۱۱ و ۱۹ ساخته شده‌اند، شاهکارهای محوطه‌سازی شناخته شده جهانی هستند و طراحی دقیق آن‌ها نشان‌دهنده اهمیت متافیزیکی زیبایی طبیعت در فرهنگ چینی است. هر باغ در سوجو نشان‌دهنده عناصر کلاسیک هنر باغ‌سازی چینی است، از جمله ویژگی‌های آبی، صخره‌سازی‌ها، ایوان‌ها، پل‌ها و گیاهان به‌دقت چیده شده که با هدف ایجاد مناظر کوچک و هماهنگ طراحی شده‌اند تا دنیای طبیعی را منعکس کنند. این باغ‌ها به‌عنوان فضاهایی برای تفکر و پناه‌گرفتن از دنیای بیرون طراحی شده بودند و ایده‌آل‌های هماهنگی و آرامش را تجسم می‌بخشند. | [ ۲۴ ] |
| ۲۰ |                               | کاخ تابستانی پکن                                                                      | پکن                                                                         | ۱۹۹۸             | ۸۸۰(i)(ii)(iii)                 | کاخ تابستانی پکن که در سال ۱۷۵۰ ساخته شد، عمدتاً در طول جنگ ۱۸۶۰ ویران شد و در سال ۱۸۸۶ بر روی پایه‌های آن بازسازی شد، یک شاهکار از هنر منظره چینی است. مجموعه‌ای از دریاچه‌ها، باغ‌ها و کاخ‌ها که در دوران سلسله چینگ به‌عنوان مکانی تابستانی برای امپراتورها تأسیس شد تا از شهر ممنوعه فاصله بگیرند و از گرمای تابستان فرار کنند. طراحی کاخ تابستانی تجسم فلسفه هماهنگ‌سازی معماری انسانی با مناظر طبیعی است و از باغ‌های مختلف چین الهام گرفته تا نمایی جامع از هنر باغ‌سازی چینی ایجاد کند. مجموعه کاخ‌ها در اطراف دریاچه کونمینگ قرار دارد و شامل انواع مختلفی از سازه‌ها مانند ایوان‌ها، سالن‌ها، کاخ‌ها، معابد و پل‌ها است که در میان باغ‌های منظم و زیبا قرار دارند. | [ ۲۵ ] |
| ۲۱ |                               | نیایشگاه آسمان                                                                        | پکن                                                                         | ۱۹۹۸             | ۸۸۱(i)(ii)(iii)                 | مجموعه‌ای از بناهای مذهبی که امپراتوران سلسله‌های مینگ و چینگ در آن مراسم سالانه دعا برای برداشت خوب را برگزار می‌کردند. معماری و طراحی معبد آسمان با نمایش نمادین آسمان و زمین مشخص می‌شود و اجزای اصلی آن شامل قربانگاه دایره‌ای، طاق سلطنتی آسمان، و تالار دعای برداشت‌های خوب است. این سازه‌ها به‌خاطر فرم‌های دقیق هندسی و تناسبات هماهنگشان شناخته می‌شوند و بر اساس اصول کیهانی طراحی شده‌اند تا جهان آسمانی را منعکس کنند. | [ ۲۶ ] |
| ۲۲ |                               | کوه وویی                                                                              | فوجیان                                                                      | ۱۹۹۹             | ۹۱۱(iii)(vi)(vii)(x)            | منطقه کوه وویی مهم‌ترین منطقه حفاظت از تنوع زیستی در جنوب شرقی چین است که به عنوان پناهگاهی برای گونه‌های باقی مانده که بسیاری از آنها بومی هستند، عمل می‌کند. از نظر تاریخی، کوه وویی مرکز توسعه نئوکنفوسیوسیسم بوده است، یک جنبش فرهنگی مهم در قرن یازدهم که کنفوسیوسیسم را با دیگر سنت‌های فلسفی ترکیب کرد. این منطقه همچنین به دلیل ارتباطش با تولید چای «دا هونگ پائو»، یکی از معروف‌ترین چای‌های اولانگ چین، شهرت دارد و به تنوع زیستی خود معروف است که شامل گونه‌های نادر و بومی بسیاری از گیاهان و حیوانات می‌شود. | [ ۲۷ ] |
| ۲۳ |                               | سنگ‌نگاره‌های دازو                                                                      | چونگ‌چینگ                                                                    | ۱۹۹۹             | ۹۱۲(i)(ii)(iii)                 | مجموعه‌ای از مجسمه‌ها و کنده‌کاری‌های مذهبی چینی که قدمت آن‌ها به قرن هفتم میلادی بازمی‌گردد. این کنده‌کاری‌ها در ۷۵ مکان حفاظت‌شده پراکنده‌اند و تحت تأثیر باورهای بودایی، کنفوسیوسی و تائویی قرار دارند. این آثار به دلیل کیفیت زیبایی‌شناختی، تنوع غنی در موضوعات دینی و غیر دینی، و اطلاعاتی که دربارهٔ زندگی روزمره چین در این دوره ارائه می‌دهند، شناخته شده‌اند. از جمله مشهورترین این کنده‌کاری‌ها، مجسمه «آوالوکیتشورا با هزار دست» و کنده‌کاری‌های صخره‌ای دازو هستند. | [ ۲۸ ] |
| ۲۴ |                               | شیدی و هانگکن                                                                         | آن‌هوئی                                                                      | ۲۰۰۰             | ۱۰۰۲(iii)(iv)(v)                | دو روستای سنتی با قدمتی از دوران سلسله‌های مینگ و چینگ که به‌خاطر معماری منحصربه‌فرد و طرح‌بندی‌شان که بازتاب‌دهنده اصول سنتی فنگ‌شویی چینی و زندگی روستایی است، شناخته می‌شوند. «شی‌دی» و «هانگکن» با کوچه‌های باریک، خانه‌های سبک هویی‌جو با دیوارهای سفید و سقف‌های کاشی‌کاری‌شده تیره، و کنده‌کاری‌های پیچیده روی پنجره‌ها، درها و تیرهایشان متمایز هستند. این دو روستا در چشم‌اندازهای زیبایی قرار دارند و هانگکن به‌ویژه به دلیل سیستم آبی منحصربه‌فردش که به شکل یک گاو طراحی شده و نشان‌دهنده تلفیق هوشمندانه جامعه با محیط زیست است، شهرت دارد. | [ ۲۹ ] |
| ۲۵ |                               | آرامگاه سلطنتی دودمان چینگ و مینگ، شامل آرامگاه دودمان مینگ و آرامگاه مینگ شیائو لینگ | پکن                                                                         | ۲۰۰۰، ۲۰۰۳، ۲۰۰۴ | ۱۰۰۴(i)(ii)(iii)(iv)(vi)        | آرامگاه‌های مینگ مجموعه‌ای از مقبره‌های امپراتوری هستند که محل دفن ۱۳ امپراتور سلسله مینگ (۱۳۶۸–۱۶۴۴) به‌شمار می‌روند. آرامگاه مینگ شیائو لینگ محل دفن اولین امپراتور مینگ، «هونگ‌وو»، و همسرش است. این سایت با مسیری که با مجسمه‌های سنگی تزیین شده و به تپه اصلی محل دفن منتهی می‌شود، شناخته می‌شود. طراحی و طرح‌بندی این آرامگاه‌ها به گونه‌ای برنامه‌ریزی شده که نماد وحدت و شکوه حکومت امپراتور باشد و از عناصر معماری و اصول فنگ‌شویی برای تضمین آرامش و هماهنگی در زندگی پس از مرگ بهره گرفته شده است. | [ ۳۰ ] |
| ۲۶ |                               | غارهای لانگمن                                                                         | لوئویانگ                                                                    | ۲۰۰۰             | ۱۰۰۳(i)(ii)(iii)                | مجموعه‌ای از معابد غاری بودایی که در صخره‌های آهکی کوه‌های شیانگ‌شان و لونگ‌من‌شان کنده‌کاری شده‌اند. قدمت این غارها به دوره اواخر سلسله وی شمالی تا سلسله تانگ (قرن پنجم تا دهم میلادی) بازمی‌گردد و شامل ده‌ها هزار مجسمه بودا و شاگردانش است که اندازه آن‌ها از چند سانتی‌متر تا چندین متر متغیر است. این مجموعه به دلیل آثار هنری بودایی چشمگیر خود، از جمله مجسمه‌های حکاکی‌شده با دقت، کتیبه‌ها و نقش‌برجسته‌ها شناخته می‌شود. غارهای لانگ‌من اوج هنر سنگ‌تراشی چینی را به نمایش می‌گذارند و معبد فنگ‌شیان، با مجسمه عظیم بودای ویروچانا، یکی از مشهورترین آثار این مجموعه به‌شمار می‌رود. | [ ۳۱ ] |
| ۲۷ |                               | کوه کینگ چنگ و سامانه آبیاری دوجیانگ یان                                              | سیچوآن                                                                      | ۲۰۰۰             | ۱۰۰۱(ii)(iv)(vi)                | کوه کینگ چنگ یکی از زادگاه‌های تائوییسم، دین بومی چین است و در میان مناظری پوشیده از جنگل‌های سرسبز، میزبان معابد باستانی تائویی می‌باشد که فضایی آرام و معنوی را ارائه می‌دهند. سامانه آبیاری دوجیانگ یان، ساخته‌شده در قرن سوم پیش از میلاد، یک شگفتی فناورانه باستانی است که همچنان مورد استفاده قرار دارد. این سامانه به‌طور هوشمندانه برای کنترل سیلاب‌ها و آبیاری زمین‌های کشاورزی در امتداد رود مین‌جیانگ طراحی شده است و با تقسیم رودخانه به کانال‌های مختلف، توانست حوضه سیچوان را به یکی از حاصلخیزترین مناطق چین تبدیل کند. این سیستم، بدون نیاز به سد، مهارت‌های مهندسی پیشرفته چینیان باستان را به نمایش می‌گذارد. | [ ۳۲ ] |
| ۲۸ |                               | غارهای یونگانگ                                                                        | داتونگ                                                                      | ۲۰۰۱             | ۱۰۳۹(i)(ii)(iii)(iv)            | غارهای بودایی باستانی یون‌گانگ، مجموعه‌ای از معابد غاری هستند که قدمت آن‌ها به قرن‌های پنجم و ششم میلادی بازمی‌گردد. این غارها در دل صخره‌ای از ماسه‌سنگ تراشیده شده‌اند و هزاران مجسمه و نقاشی دیواری ظریف را در خود جای داده‌اند که از برجسته‌ترین نمونه‌های هنر بودایی اولیه چین به‌شمار می‌روند. این مجموعه شامل ۲۵۲ غار و بیش از ۵۱٬۰۰۰ مجسمه بودا است که تنوع سبک‌های هنری و تأثیرات فرهنگی را بازتاب می‌دهند و نشان‌دهنده تبادل فرهنگی بین چین و دیگر مناطق در امتداد جاده ابریشم هستند. این سایت به‌ویژه به‌خاطر مجسمه‌های بزرگ مقیاس خود شهرت دارد که آمیزه‌ای از سبک‌های هنری هندی و چینی را به نمایش می‌گذارند. | [ ۳۳ ] |
| ۲۹ |                               | مناطق حفاظت‌شده یون‌نان                                                                 | یون‌نان                                                                      | ۲۰۰۳             | ۱۰۸۳(vii)(viii)(ix)(x)          | این سایت که در بخش کوهستانی شمال غربی استان یوننان واقع شده است از هشت گروه از مناطق حفاظت شده در پارک ملی سه رودخانه موازی تشکیل شده است. مساحت آن ۱۷۰۰۰۰۰ هکتار است و بخش‌هایی از بخش بالایی سه رودخانه بزرگ در آسیا را پوشش می‌دهد. یانگ تسه، مکونگ و سالوین، که از میان دره‌هایی به عمق ۳۰۰۰ متر می‌گذرد و قله‌هایی با بیش از ۶۰۰۰ متر در کنار آن قرار دارند. این منطقه به دلیل تنوع زیستی استثنایی و تنوع چشمگیر جغرافیایی خود شناخته شده است، به‌طوری که از قله‌های پوشیده از برف تا جنگل‌های بارانی گرمسیری را در بر می‌گیرد. این منطقه میزبان مجموعه‌ای گسترده از گیاهان و جانوران، از جمله بسیاری از گونه‌های بومی و در معرض خطر انقراض است. | [ ۳۴ ] |
| ۳۰ |                               | پایتخت و آرامگاه‌های پادشاهی گوگوریو                                                   | جی‌لین                                                                       | ۲۰۰۴             | ۱۱۳۵(i)(ii)(iii)(iv)(v)         | این سایت بقایای باستان‌شناسی پادشاهی گوگوریو، یکی از سه پادشاهی کره، را به نمایش می‌گذارد که از قرن اول پیش از میلاد تا قرن هفتم میلادی وجود داشته است. این مکان شامل دو بخش اصلی است: شهرهای پایتخت از جمله شهر کوهستانی وونو، شهر گوونئی، و شهر کوهستانی واندو، به همراه مجموعه‌ای از آرامگاه‌های سلطنتی در این منطقه. شهرهای پایتخت نشان‌دهنده برنامه‌ریزی شهری و معماری دفاعی نمونه‌ای از پادشاهی گوگوریو هستند که پیچیدگی و نبوغ استراتژیک طراحی شهری و استحکامات نظامی این پادشاهی را به تصویر می‌کشند. این آرامگاه‌ها به‌خاطر نقاشی‌های دیواری‌شان شهرت دارند که صحنه‌هایی از زندگی روزمره، شخصیت‌های اسطوره‌ای و باورهای معنوی مردم گوگوریو را به نمایش می‌گذارند. | [ ۳۵ ] |
| ۳۱ |                               | مرکز تاریخی ماکائو                                                                    | ماکائو                                                                      | ۲۰۰۵             | ۱۱۱۰(ii)(iii)(iv)(vi)           | مجموعه‌ای از بیش از بیست مکان که گواهی بر ترکیب موفقیت‌آمیز فرهنگ‌های چینی و پرتغالی در ماکائو هستند. مرکز تاریخی شامل طیفی از ساختمان‌ها و فضاهای عمومی است که تلفیق تأثیرات معماری، فناوری و هنری از شرق و غرب را نشان می‌دهند. از جمله نقاط دیدنی برجسته در مرکز تاریخی می‌توان به ویرانه‌های کلیسای سنت پل، میدان سنادو، معبد آما و قلعه گویا اشاره کرد. | [ ۳۶ ] |
| ۳۲ |                               | یین                                                                                   | آنیانگ                                                                      | ۲۰۰۶             | ۱۱۱۴(ii)(iii)(iv)(vi)           | سایت باستان‌شناسی یین، واقع در نزدیکی شهر آنیانگ، در حدود ۵۰۰ کیلومتری جنوب پکن، حاوی بقایای یک پایتخت باستانی از اواخر دودمان شانگ (۱۳۰۰–۱۰۴۶ قبل از میلاد) است. یین ژو گواهی بر اوج شکوفایی فرهنگ، صنایع دستی و علم چین باستان در دوره شکوفایی بزرگ در عصر برنز است. در طی کاوش‌ها، مقبره‌ها و کاخ‌هایی که نمونه اولیه معماری چینی دوره‌های بعد بودند، کشف شد. این سایت شامل کاخ و محوطه معابد اجدادی سلطنتی است که در آن بیش از ۸۰ پایه ساختمان پیدا شده است. فراوانی و طرز کار باشکوه اشیاء تشییع جنازه یافت شده گواهی بر میزان پیشرفت صنعت صنعتگر در زمان شانگ است. کتیبه‌های روی بقایای استخوانی یافت شده در یین ژو، که برای پیشگویی‌ها استفاده می‌شد، گواهی ارزشمندی بر یکی از قدیمی‌ترین سیستم‌های نوشتاری در جهان، و همچنین اعتقادات و نظام‌های اجتماعی آن زمان ارائه می‌دهد. | [ ۳۷ ] |
| ۳۳ |                               | پناهگاه‌های پاندا سیچوان                                                               | سیچوآن                                                                      | ۲۰۰۶             | ۱۲۱۳(x)                         | پناهگاه‌های پانداهای غول پیکر سیچوان بیش از ۳۰ درصد از جمعیت پانداهای غول پیکر جهان را در خود جای داده است که گونه ای در خطر انقراض است. مساحت آنها ۹۲۴۵۰۰ هکتار است و شامل هفت منطقه حفاظت شده طبیعی و ۹ پارک چشم‌انداز است. این پناهگاه‌ها شامل چندین پارک ملی و منطقه حفاظت‌شده مانند وولونگ، کوه سی‌گونیانگ و کوه‌های جیاجین هستند. این پناهگاه‌ها همچنین خانه برخی از گونه‌های در معرض خطر جهانی مانند پاندای کوتوله، پلنگ برفی و پلنگ ابری است. با توجه به زیست‌بوم آن، این منطقه با استثناء جنگل‌های بارانی استوایی، یکی از مناطق با بیشترین غنای گیاه‌شناسی در جهان است، زیرا تعداد گونه‌های گیاهی آن بین ۵۰۰۰ تا ۶۰۰۰ گونه است. | [ ۳۸ ] |
| ۳۴ |                               | برج‌های دفاعی کایپینگ                                                                  | گوانگ‌دونگ                                                                   | ۲۰۰۷             | ۱۱۱۲(ii)(iii)(iv)               | «دیالو» خانه‌های مستحکم چند طبقه‌ای هستند که در روستاهای منطقه کایپینگ ساخته شده‌اند. آنها نمونه ای از ادغام پیچیده و درخشان فرم‌های ساختاری و تزئینی چینی با کشورهای غربی هستند. آنها نمایانگر نقش مهمی هستند که مهاجران کایپینگ در توسعه چندین کشور در جنوب آسیا، استرالیا و آمریکای شمالی در اواخر قرن نوزدهم و اوایل قرن بیستم ایفا کردند. برج‌های دیده‌بانی این سازه‌ها که با سنگ، خشت، آجر یا بتن ساخته شده‌اند، نتیجه تلفیقی پیچیده از سبک‌های معماری چینی و غربی هستند. دیالوها هم به‌عنوان خانه‌های مسکونی و هم به‌عنوان قلعه‌های محافظتی در برابر راهزنی و جنگ‌های محلی مورد استفاده قرار می‌گرفتند. این برج‌ها با عناصر رومی، باروک و حتی گوتیک در کنار طراحی‌های سنتی چینی شناخته می‌شوند. | [ ۳۹ ] |
| ۳۵ |                               | کارست جنوب چین                                                                        | یون‌نان، گوئیژو و چونگ‌چینگ                                                   | ۲۰۰۷             | ۱۲۴۸(vii)(viii)                 | منطقه کارست جنوب چین مساحتی معادل ۵۰۰۰۰۰ کیلومتر مربع را پوشش می‌دهد و عمدتاً از طریق استان‌های یونان، گوئیژو و گوانگشی امتداد دارد. یکی از دیدنی‌ترین نمونه‌های مناظر کارستی در شرایط آب و هوایی مرطوب گرمسیری و نیمه گرمسیری را تشکیل می‌دهد. جنگل‌های سنگی شیلین یک پدیده طبیعی خارق‌العاده و یک نقطه عطف زمین‌شناسی جهانی در نظر گرفته می‌شود. تنوع سازندهای اوج آن بیشتر از هر مناظر کارستی دیگری است و تنوع اشکال و رنگ‌های آن نیز بیشتر است. این منطقه به سه بخش تقسیم شده است: کارست لیبو، کارست شیلین و کارست وولونگ. هر یک از این مناطق، شکل‌های متفاوتی از سازندهای کارستی را که طی میلیون‌ها سال شکل گرفته‌اند، به نمایش می‌گذارند. به‌عنوان مثال، کارست شیلین به‌خاطر جنگل‌های سنگی خود مشهور است، در حالی که کارست وولونگ شامل پل‌های طبیعی و فرونشستهای زمین است. | [ ۴۰ ] |
| ۳۶ |                               | فوجیان تالو                                                                           | فوجیان                                                                      | ۲۰۰۸             | ۱۱۱۳(iii)(iv)(v)                | این سایت شامل ۴۶ خانه خاکی است که بین قرن‌های ۱۲ و ۲۰ در امتداد یک محور ۱۲۰ کیلومتری، در قسمت داخلی تنگه تایوان، در جنوب غربی استان فوجیان ساخته شده است. این خانه‌های خاکی چند طبقه که «تولو» نام دارند، در میان شالیزارهای برنج و مزارع تنباکو و چای ساخته شده‌اند و می‌توانند تا ۸۰۰ نفر را در خود جای دهند. بنای آن برای کاربردهای دفاعی بر اساس طرحی دایره‌ای یا مربعی در اطراف حیاط مرکزی تک ورودی و با دهانه‌های بسیار اندک در نمای بیرونی ساخته شده است. آنها به عنوان خانه برای همه اعضای یک واحد عمل می‌کردند و شهرهای کامل را تشکیل می‌دادند که قبلاً به آنها «پادشاهی خانوادگی کوچک» یا «شهرهای کوچک مرفه» می‌گفتند. دیوارهای خشتی مرتفع آن با سقف‌هایی با لبه‌های بزرگ مشخص است. دقیق‌ترین ساخت و سازها مربوط به قرن هفدهم و هجدهم است. ساختمان‌ها به صورت عمودی بین چندین خانواده تقسیم می‌شدند که هر یک دارای دو یا سه اتاق در هر طبقه بودند. فضای داخلی هر تولو، برخلاف نمای شیک آن، به گونه ای طراحی شده بود که زندگی را برای ساکنانش راحت کند و اغلب دارای تزئینات فراوان بود. این بناها به دلیل ماهیت استثنایی اندازه، تکنیک‌های ساخت سنتی و عملکردشان در فهرست میراث جهانی ثبت شده‌اند. آنها نمونه ای منحصر به فرد از سکونتگاه‌های انسانی مبتنی بر زندگی اجتماعی و سازمان دفاعی، هماهنگ با محیط اطراف را تشکیل می‌دهند. | [ ۴۱ ] |
| ۳۷ |                               | کوه سنکینگ                                                                            | جیانگشی                                                                     | ۲۰۰۸             | ۱۲۹۲(vii)                       | این سایت ۲۲۹۵۰ هکتار مساحت دارد و در انتهای غربی رشته کوه هوای‌یو در شمال شرقی استان جیانگشی در قسمت شرقی مرکز چین واقع شده است. این بنا به دلیل کیفیت فوق‌العاده زیبایی‌شناختی چشم‌اندازش در فهرست میراث جهانی ثبت شده است، که در آن ۴۸ قله و ۸۹ ستون گرانیتی خودنمایی می‌کنند که بسیاری از آن‌ها شبیه تصاویر انسان‌ها و حیوانات هستند. زیبایی طبیعی سانکینگشان که ارتفاع آن به ۱۸۱۷ متر می‌رسد، توسط این تشکل‌های گرانیتی، پوشش گیاهی و شرایط آب و هوایی منحصربه‌فرد که منظره‌ای جذاب و دائماً در حال تغییر را با ابرهای هاله‌ای روشن و رنگین‌کمان‌های قمری ایجاد می‌کند، افزایش یافته است. این سایت تحت تأثیر آب و هوای دریایی و بادهای موسمی نیمه گرمسیری، جزیره‌ای جنگلی معتدل است که در وسط چشم‌انداز اطراف سر برمی‌آورد. این پارک همچنین شامل جنگل‌ها، دریاچه‌ها، چشمه‌ها و آبشارهایی است که ارتفاع آنها گاهی به ۶۰ متر می‌رسد. سه قله اصلی آن نماد سه خدای برتر در مکتب تائوئیسم به‌شمار می‌روند. سان‌چینگ‌شان میزبان بسیاری از معابد باستانی است که برخی از آن‌ها در میان غارها و شکاف‌های متعدد آن پنهان شده‌اند. | [ ۴۲ ] |
| ۳۸ |                               | کوه ووتای                                                                             | شانشی                                                                       | ۲۰۰۹             | ۱۲۷۹(ii)(iii)(iv)(vi)           | کوه ووتای قله مقدس بودیسم با پنج فلات مسطح است. چشم‌انداز فرهنگی ثبت شده در فهرست شامل ۵۳ صومعه و همچنین سالن بزرگ معبد فوگوانگ رو به شرق است که مهم‌ترین ساختمان چوبی باقی مانده از زمان سلسله تانگ است. این بنا دارای مجسمه‌های گلی در اندازه واقعی است. چشم‌انداز فرهنگی همچنین معبد شوشیانگ متعلق به سلسله مینگ را در بر می‌گیرد و دارای مجموعه بزرگی از ۵۰۰ مجسمه مجسمه‌سازی معلق است که صحنه‌های بودایی را به تصویر می‌کشد. در مجموع، ساختمان‌های این سایت فهرستی واقعی از توسعه معماری بودایی و تأثیر آن بر ساخت ساختمان‌های کاخ در چین در بیش از یک هزار سال را تشکیل می‌دهند. این کوه بلندترین قله شمال چین است. مورفولوژی آن قابل توجه است و با شیب‌های بریده به قله و پنج قله گرد و بدون درخت مشخص می‌شود. ساخت معابد در این مکان از قرن اول تا اوایل قرن بیستم ادامه داشت. کوه ووتای به‌عنوان یکی از چهار کوه مقدس بودایی چین شناخته می‌شود. نام «ووتای» به معنای «پنج تراس» است که گفته می‌شود نماد پنج عنصر زمین هستند. | [ ۴۳ ] |
| ۳۹ |                               | بنای تاریخی دنگ فنگ                                                                   | هنان                                                                        | ۲۰۱۰             | ۱۳۰۵(iii)(vi)                   | سانگ‌شان به‌عنوان کوه مقدس مرکزی چین شناخته می‌شود. در پای این کوه به ارتفاع ۱۵۰۰ متر، نزدیک به شهر دن‌فنگ در استان هنان و در منطقه‌ای به مساحت ۴۰ کیلومتر مربع، هشت خوشه از ساختمان‌ها و سایت‌ها قرار دارند که شامل سه دروازه هان‌کوه، که بقایای قدیمی‌ترین بناهای مذهبی چین هستند، معابد، سکوی ساعت آفتابی ژوگونگ و رصدخانه دن‌فنگ می‌شود. این ساختمان‌ها در طول نه دودمان ساخته شده‌اند و بازتاب‌دهنده شیوه‌های مختلف درک مرکز آسمان و زمین و قدرت کوه به‌عنوان مرکزی برای عبادت مذهبی هستند. بناهای تاریخی دن‌فنگ برخی از بهترین نمونه‌های بناهای باستانی چین را که به مناسک، علم، فناوری و آموزش اختصاص دارند، شامل می‌شود. | [ ۴۴ ] |
| ۴۰ |                               | چشم‌انداز دانشیا                                                                       | هونان، گوانگ‌دونگ، فوجیان، جیانگشی، ژجیانگ، و گوئیژو                         | ۲۰۱۰             | ۱۳۳۵(vii)(viii)                 | دان‌شیای چین نامی است که در چین به مناظر ایجاد شده بر روی بسترهای رسوبی قرمز تعلق گرفته است که تحت تأثیر نیروهای درون‌زا (از جمله بالا آمدن زمین) و نیروهای برون‌زا (از جمله فرسایش و فرسایش ناشی از هوا) شکل گرفته‌اند. سایت ثبت‌شده شامل شش منطقه در ناحیه نیمه‌گرمسیری جنوب غربی چین است. این مناطق با صخره‌های قرمز چشمگیر و انواع فرم‌های فرسایشی از جمله ستون‌های طبیعی، برج‌ها، دره‌ها، گودال‌ها و آبشارها شناخته می‌شوند. این مناظر ناهموار به حفظ جنگل‌های همیشه‌سبز برگ‌عریض نیمه‌گرمسیری کمک کرده و میزبان بسیاری از گونه‌های گیاهی و جانوری هستند که حدود ۴۰۰ مورد از آن‌ها به‌عنوان گونه‌های نادر یا تهدیدشده شناخته می‌شوند. | [ ۴۵ ] |
| ۴۱ |                               | دریاچه غرب                                                                            | ژجیانگ                                                                      | ۲۰۱۱             | ۱۳۳۴(ii)(iii)(vi)               | منظره فرهنگی دریاچه غرب هانگژو، شامل دریاچه غربی و تپه‌های اطراف آن که سه طرف دریاچه را احاطه کرده‌اند، از قرن نهم میلادی الهام‌بخش شاعران، دانشمندان و هنرمندان معروف بوده است. این منطقه شامل معابد، پاگوداها، چایخانه‌ها، باغ‌ها و درختان زینتی، همچنین جاده‌ها و جزایر مصنوعی است. این افزونه‌ها برای بهبود منظره غربی شهر هانگژو در جنوب رودخانه یانگ‌تسه ساخته شده‌اند. دریاچه غربی بر طراحی باغ‌ها در سایر نقاط چین و همچنین ژاپن و کره در طول قرن‌ها تأثیر گذاشته و گواهی استثنایی از سنت فرهنگی بهبود مناظر به‌منظور ایجاد مجموعه‌ای از چشم‌اندازها است که بازتابی از ترکیب ایده‌آل انسان و طبیعت است. | [ ۴۶ ] |
| ۴۲ |                               | شانگدو                                                                                | مغولستان داخلی                                                              | ۲۰۱۲             | ۱۳۸۹(ii)(iii)(iv)(vi)           | شمال دیوار بزرگ چین، محوطه شاندو شامل بقایای پایتخت افسانه‌ای کوبلای خان است که توسط مشاور چینی او، لیو بینگ‌ژدونگ، در سال ۱۲۵۶ طراحی شد. این محوطه با مساحت ۲۵ هزار هکتار، تلاشی منحصر به فرد برای ترکیب فرهنگ‌های بیابانی مغول و چینی دودمان هان بود. از این پایگاه، کوبلای خان دودمان یوان را تأسیس کرد که بیش از یک قرن چین را تحت حکمرانی خود داشت و مرزهای آن را در سراسر آسیا گسترش داد. مباحثات مذهبی که در اینجا برگزار شد، منجر به گسترش بودیسم تبتی در شمال‌شرق آسیا شد، سنت فرهنگی و مذهبی که هنوز در بسیاری از مناطق امروز مورد استفاده قرار می‌گیرد. این سایت طبق اصول فنگ‌شویی چینی سنتی و با توجه به کوه‌ها و رودخانه‌های نزدیک طراحی شده است. این محوطه شامل بقایای شهر از جمله معابد، کاخ‌ها، آرامگاه‌ها، اردوگاه‌های بیابانی و کانال تیفان‌گانگ به همراه دیگر آثار آبی است. | [ ۴۷ ] |
| ۴۳ |                               | شیل‌های مائوتیان‌شان                                                                    | یون‌نان                                                                      | ۲۰۱۲             | ۱۳۸۸(viii)                      | محوطه‌ای تپه‌ای به مساحت ۵۱۲ هکتار در استان یون‌نان، فسیل‌های چنگ‌جیانگ کامل‌ترین رکورد جامعه دریایی اوایل دوره کامبرین را ارائه می‌دهد که زیستمندان آن به‌طور استثنایی حفظ شده‌اند و آناتومی بافت‌های سخت و نرم را در انواع مختلف موجودات، بی‌مهرگان و مهره‌داران نمایش می‌دهند. این فسیل‌ها نخستین شکل‌گیری یک اکوسیستم دریایی پیچیده را ثبت می‌کنند. این محوطه حداقل شانزده شاخه و گروه‌های مرموز مختلف و همچنین حدود ۱۹۶ گونه را مستند کرده و گواهی استثنایی به تنوع سریع حیات روی زمین در حدود ۵۳۰ میلیون سال پیش ارائه می‌دهد، زمانی که تقریباً تمام گروه‌های اصلی جانوری امروزی به‌وجود آمدند. این محوطه پنجره‌ای دیرینه‌شناسی با اهمیت فراوان برای پژوهش‌های علمی را باز می‌کند. | [ ۴۸ ] |
| ۴۴ |                               | تیان شان                                                                              | سین‌کیانگ                                                                    | ۲۰۱۳             | ۱۴۱۴(vii)(ix)                   | تیان‌شان سین‌کیانگ از چهار بخش تشکیل شده است که عبارتند از: تومور، کلاجون-کوردنینگ، باینبوکوک و بوگدا، که مجموعاً ۶۰۶٬۸۳۳ هکتار مساحت دارند. این مناطق بخشی از سیستم کوهستان تین‌شان در آسیای مرکزی هستند که یکی از بزرگ‌ترین رشته‌کوه‌های جهان محسوب می‌شود. تین‌شان سین‌کیانگ ویژگی‌های جغرافیایی فیزیکی منحصر به فرد و مناطق زیبای طبیعی شامل قله‌های یخچالی با برف‌های عظیم و کوه‌های برفی، جنگل‌ها و چمنزارهای دست‌نخورده، رودخانه‌ها و دریاچه‌های زلال و دره‌های رسوبی قرمز را به نمایش می‌گذارد. این مناظر با مناظر وسیع بیابانی مجاور تضاد شدیدی دارند که تضاد بصری چشمگیری بین محیط‌های گرم و سرد، خشک و مرطوب، بیابانی و سرسبز ایجاد می‌کند. فرم‌ها و اکوسیستم‌های این منطقه از دوره پلیوسن حفظ شده‌اند و نمونه برجسته‌ای از فرآیندهای زیست‌شناختی و اکولوژیکی تکاملی در حال انجام هستند. این محوطه همچنین به صحرای تکلیماکان، یکی از بزرگ‌ترین و بلندترین بیابان‌های جهان که به‌خاطر تپه‌های شنی بزرگ و طوفان‌های گرد و غبار عظیم شناخته می‌شود، امتداد می‌یابد. تین‌شان سین‌کیانگ علاوه بر این، زیستگاه مهمی برای گونه‌های گیاهی بومی و بازمانده است که برخی از آن‌ها نادر و در خطر انقراض هستند. | [ ۴۹ ] |
| ۴۵ |                               | یوانیانگ                                                                              | یون‌نان                                                                      | ۲۰۱۳             | ۱۱۱۱(iii)(v)                    | منظره فرهنگی تراس‌های برنج هانی هونگه، چین، مساحتی به اندازه ۱۶٬۶۰۳ هکتار در جنوب یون‌نان را پوشش می‌دهد. این منطقه با تراس‌های چشمگیر که از دامنه‌های کوه‌های بلند آیلائو به سمت سواحل رودخانه هونگ جریان می‌یابند، مشخص می‌شود. طی ۱۳۰۰ سال گذشته، مردم هانی سیستم پیچیده‌ای از کانال‌ها را برای انتقال آب از قله‌های جنگلی کوه‌ها به تراس‌ها ایجاد کرده‌اند. آن‌ها همچنین یک سیستم کشاورزی یکپارچه ساخته‌اند که شامل گاوهای آب‌دوست، گاو، اردک، ماهی و مارماهی است و از تولید برنج قرمز، محصول اصلی منطقه، پشتیبانی می‌کند. ساکنان به خورشید، ماه، کوه‌ها، رودخانه‌ها، جنگل‌ها و دیگر پدیده‌های طبیعی از جمله آتش پرستش می‌کنند. آن‌ها در ۸۲ روستای واقع در میان جنگل‌های قله کوه‌ها و تراس‌ها زندگی می‌کنند. روستاها شامل خانه‌های سنتی کاهگلی مشروم هستند. سیستم مدیریت زمینی مقاوم تراس‌های برنج، هماهنگی استثنایی بین انسان و محیط زیست خود را از نظر بصری و اکولوژیکی نشان می‌دهد که بر پایه ساختارهای اجتماعی و مذهبی استثنائی و دیرینه استوار است. | [ ۵۰ ] |
| ۴۶ |                               | مسیرهای دالان چانگ‌آن-تیان‌شان                                                          | استان هنان، شنشی، گانسو و سین‌کیانگ                                          | ۲۰۱۴             | ۱۴۴۲(ii)(iii)(v)(vi)            | این ملک یک بخش ۵۰۰۰ کیلومتری از شبکه وسیع جاده‌های ابریشم است که از چانگان/لوئیانگ، پایتخت مرکزی چین در دودمان‌های هان و تانگ، تا منطقه ژتی‌سو در آسیای مرکزی امتداد دارد. این مسیر بین قرن ۲ قبل از میلاد و قرن ۱ میلادی شکل گرفت و تا قرن ۱۶ میلادی مورد استفاده قرار گرفت، به طوری که چندین تمدن را به هم متصل کرده و تبادلات گسترده‌ای در زمینه‌های تجارت، باورهای مذهبی، دانش علمی، نوآوری‌های فناوری، شیوه‌های فرهنگی و هنرها را تسهیل کرد. سی و سه بخش موجود در شبکه مسیرها شامل پایتخت‌ها و مجموعه‌های کاخی از امپراتوری‌ها و پادشاهی‌های خان، سکونتگاه‌های تجاری، معابد غار بودایی، مسیرهای باستانی، خانه‌های پست، گذرگاه‌ها، برج‌های راهنمایی، بخش‌هایی از دیوار بزرگ چین، دژها، آرامگاه‌ها و بناهای مذهبی است. | [ ۵۱ ] |
| ۴۷ |                               | آبراه بزرگ چین                                                                        | پکن، تیانجین، هبئی، شاندونگ، جیانگسو، ژجیانگ، آن‌هوئی و استان هنان           | ۲۰۱۴             | ۱۴۴۳(i)(iii)(iv)(vi)            | کانال بزرگ یک سیستم وسیع از آبراه‌ها است که در دشت‌های شمال‌شرقی و مرکزی‌شرقی چین قرار دارد و از پکن در شمال تا استان ژجیانگ در جنوب امتداد می‌یابد. این کانال از قرن ۵ قبل از میلاد به تدریج ساخته شد و برای اولین بار در قرن ۷ میلادی (دودمان سوی) به‌عنوان یک وسیله ارتباطی یکپارچه برای امپراتوری طراحی شد. این امر منجر به مجموعه‌ای از پروژه‌های عظیم ساختمانی شد و بزرگ‌ترین و گسترده‌ترین پروژه مهندسی عمران جهان پیش از انقلاب صنعتی را به وجود آورد. کانال بزرگ ستون فقرات سیستم ارتباطات داخلی امپراتوری را تشکیل داد و غلات و مواد خام استراتژیک را جابه‌جا کرده و برنجی را برای تأمین غذای جمعیت حمل می‌کرد. تا قرن ۱۳، این کانال شامل بیش از ۲٬۰۰۰ کیلومتر از آبراه‌های مصنوعی بود که پنج حوضه رودخانه اصلی چین را به هم متصل می‌کرد. این کانال نقش مهمی در تضمین رونق اقتصادی و ثبات کشور ایفا کرده و همچنان به‌عنوان یک وسیله اصلی ارتباطی در حال استفاده است. | [ ۵۲ ] |
| ۴۸ |                               | سایت باستان‌شناسی توسی                                                                 | هونان، هوبئی و گوئیژو                                                       | ۲۰۱۵             | ۱۴۷۴(ii)(iii)                   | این میراث واقع در مناطق کوهستانی جنوب غربی چین، شامل بقایای چندین قلمرو قبیله‌ای است که رهبران آن‌ها از سوی دولت مرکزی به‌عنوان «توسی» منصوب می‌شدند. توسی‌ها فرمانروایان موروثی بودند که از قرن ۱۳ تا اوایل قرن ۲۰ حکمرانی می‌کردند. سیستم توسی از نظام‌های حکومتی اقلیت‌های قومی که قدمت آن به قرن ۳ پیش از میلاد بازمی‌گردد، سرچشمه گرفته است. هدف این سیستم، یکپارچه‌سازی مدیریت ملی بود، درحالی‌که به اقلیت‌های قومی اجازه می‌داد آداب و رسوم و شیوه زندگی خود را حفظ کنند. مکان‌های لائوسی‌چنگ، تانگیا و دژ های‌لونگتون که این سایت را تشکیل می‌دهند، گواهی استثنایی بر این شکل حکمرانی هستند که از تمدن چینی در دوره‌های یوان و مینگ منشأ گرفته است. | [ ۵۳ ] |
| ۴۹ |                               | سنگ‌نگاری هواشان زووجیانگ                                                              | گوانگشی                                                                     | ۲۰۱۶             | ۱۵۰۸(iii)(vi)                   | این میراث که بر روی صخره‌های شیب‌دار مناطق مرزی جنوب غربی چین واقع شده، شامل ۳۸ محل هنر سنگ‌نگاری است که زندگی و آیین‌های مردم لوئویو را به تصویر می‌کشد. این نقوش به دوره‌ای بین قرن ۵ پیش از میلاد تا قرن ۲ میلادی بازمی‌گردند. در چشم‌اندازی از کارست، رودخانه‌ها و فلات‌ها، این آثار مراسمی را نشان می‌دهند که به‌عنوان نمادهای فرهنگ طبل‌های برنزی، که زمانی در جنوب چین رایج بود، تعبیر شده‌اند. این منظر فرهنگی تنها بازمانده از این فرهنگ در دنیای امروز است. | [ ۵۴ ] |
| ۵۰ |                               | شننگجیا                                                                               | هوبئی                                                                       | ۲۰۱۶             | ۱۵۰۹(ix)(x)                     | در استان هوبئی در مرکز-شرق چین واقع شده است، این محوطه شامل دو بخش است: شِن‌نونگ‌دینگ/بادونگ در غرب و لائوجون‌شان در شرق. این منطقه بزرگ‌ترین جنگل‌های اولیه باقی‌مانده در مرکز چین را حفاظت می‌کند و زیستگاه گونه‌های نادر حیوانی مانند سمندر غول‌پیکر چینی، میمون دماغ‌سربالای طلایی یا سیچوانی، پلنگ ابری، پلنگ معمولی و خرس سیاه آسیایی است. شِن‌نونگ‌جیا هوبئی یکی از سه مرکز تنوع زیستی در چین محسوب می‌شود. این منطقه در تاریخ پژوهش‌های گیاه‌شناسی جایگاه برجسته‌ای دارد و در قرون ۱۹ و ۲۰ میلادی هدف اکتشافات بین‌المللی جمع‌آوری گیاهان بوده است. | [ ۵۵ ] |
| ۵۱ |                               | هوه‌زیل                                                                                | چینگهای                                                                     | ۲۰۱۷             | ۱۵۴۰(vii)(x)                    | چینگهای هوه سیل، که در انتهای شمال‌شرقی فلات چینگهای-تبت قرار دارد، بزرگ‌ترین و مرتفع‌ترین فلات جهان است. این منطقه وسیع شامل کوه‌های آلپ و سیستم‌های استپی است که در ارتفاع بیش از ۴۵۰۰ متر از سطح دریا واقع شده و دمای متوسط زیر صفر در تمام طول سال در آن حاکم است. شرایط جغرافیایی و اقلیمی این منطقه موجب شکل‌گیری تنوع زیستی منحصربه‌فردی شده است. بیش از یک‌سوم گونه‌های گیاهی و تمامی پستانداران گیاه‌خوار بومی این فلات هستند. این محوطه مسیر کامل مهاجرت کل تبتی، یکی از پستانداران بزرگ و در خطر انقراض بومی این فلات را حفظ می‌کند. از دیگر حیوانات این منطقه می‌توان به غژگاو وحشی، گور تبتی، گوزن لب‌سفید، خرگوش‌موش فلات تبت و خرس قهوه‌ای اشاره کرد. | [ ۵۶ ] |
| ۵۲ |                               | جزیره گولانگ‌یو                                                                        | فوجیان                                                                      | ۲۰۱۷             | ۱۵۴۱(ii)(iv)                    | گولانگ‌یو یک جزیره کوچک است که در دهانه رودخانه چیولونگ و مقابل شهر شیامن واقع شده است. با افتتاح بندر تجاری در شیامن در سال ۱۸۴۳ و تأسیس این جزیره به عنوان یک سکونتگاه بین‌المللی در سال ۱۹۰۳، این جزیره در سواحل جنوبی امپراتوری چین به یک پنجره مهم برای تبادلات چین و کشورهای خارجی تبدیل شد. کولانگسو نمونه‌ای استثنایی از ادغام فرهنگی است که از این تبادلات به وجود آمده و هنوز در ساختار شهری آن قابل مشاهده است. در این جزیره ترکیبی از سبک‌های معماری مختلف وجود دارد که شامل سبک سنتی فوجیان جنوبی، سبک کلاسیک غربی و سبک استعماری ایوان‌دار است. مهم‌ترین شاهد بر ادغام تأثیرات مختلف سبک‌های معماری، یک جنبش معماری جدید به نام سبک آموی دکو است که ترکیبی از سبک مدرن دهه‌های آغازین قرن بیستم و آرت دکو می‌باشد. | [ ۵۷ ] |
| ۵۳ |                               | فانجینگ‌شان                                                                            | تانگرن                                                                      | ۲۰۱۸             | ۱۵۵۹(x)                         | فانجینگ‌شان در داخل رشته‌کوه‌های وولینگ در استان گویژو (جنوب غربی چین) واقع شده است و ارتفاع آن بین ۵۰۰ متر تا ۲۵۷۰ متر بالاتر از سطح دریا متغیر است که شرایط مناسبی برای انواع مختلفی از پوشش گیاهی و ناهمواری‌ها فراهم می‌آورد. این منطقه یک جزیره از سنگ‌های دگرگونی در دریای کارست است و خانه بسیاری از گونه‌های گیاهی و حیوانی است که در دوره سوم زمین‌شناسی، بین ۶۵ میلیون تا ۲ میلیون سال پیش، به وجود آمده‌اند. انزوا و جدایی این محوطه باعث شده است تا تنوع زیستی بالایی داشته باشد، با گونه‌های بومی مانند درخت سرو فانجینگ‌شان و میمون دماغ‌سربالای خاکستری و گونه‌های در خطر انقراض مانند سمندر غول‌پیکر چینی، آهوی ختن و قرقاول ریوز. فانجینگ‌شان بزرگ‌ترین و پیوسته‌ترین جنگل‌های اولیه بلوط در منطقه گرمسیری را داراست. | [ ۵۸ ] |
| ۵۴ |                               | ویرانه‌های باستان‌شناسی لیانژو                                                          | هانگژو و شهرستان دچینگ                                                      | ۲۰۱۹             | ۱۵۹۲(iii)(iv)                   | در حوضه رودخانه یانگ‌تسه در سواحل جنوب شرقی چین، ویرانه‌های باستان‌شناسی لیانژو (حدود ۳۳۰۰–۲۳۰۰ پیش از میلاد) یک دولت منطقه‌ای اولیه با سیستم باورهای یکپارچه مبتنی بر کشت برنج در چین دوره نوسنگی آخر را آشکار می‌کند. این محوطه از چهار ناحیه تشکیل شده است: ناحیه سایت یائوشان، ناحیه سد بلند در دهانه دره، ناحیه سد کوتاه در دشت و ناحیه سایت شهر. این ویرانه‌ها نمونه برجسته‌ای از تمدن شهری اولیه هستند که در بناهای خاکی، برنامه‌ریزی شهری، سیستم حفظ آب و سلسله‌مراتب اجتماعی که در تدفین‌های متمایز در قبرستان‌های داخل محوطه به نمایش گذاشته شده است، نمود پیدا کرده‌اند. | [ ۵۹ ] |
| ۵۵ |                               | زیستگاه پرندگان مهاجر دریای زرد                                                       | یانچنگ، جیانگسو                                                             | ۲۰۱۹             | ۱۶۰۶(x)                         | زیستگاه پرندگان مهاجر در سواحل دریای زرد-خلیج بوهای چین به عنوان بخشی از بزرگ‌ترین سیستم تالاب‌های میان‌دریا در جهان، این منطقه در اکوسیستم دریای زرد زیستگاه‌های حیاتی برای پرندگانی که در مسیر مهاجرتی آسیای شرقی-آسیای استرالیا پرواز می‌کنند، پشتیبانی می‌کند. این مسیر مهاجرتی تقریباً ۲۵ کشور را از قطب شمال تا جنوب‌شرقی آسیا و استرالیا شامل می‌شود. تالاب‌ها یک عملکرد اکولوژیکی منحصر به فرد دارند و به عنوان سایت‌های توقف ضروری برای میلیون‌ها پرنده آبزی عمل می‌کنند و نمونه‌ای برجسته از میراث طبیعی مشترک موجود در پرندگان مهاجر را نمایان می‌سازند. | [ ۶۰ ] |
| ۵۶ |                               | مرکز جهانی تجارت دریایی چین                                                           | کوانژو، فوجیان                                                              | ۲۰۲۱             | ۱۵۶۱(iv)                        | محوطه کوانژو، جنب‌وجوش این شهر را به عنوان یک مرکز تجاری دریایی در دوره‌های سونگ و یوان (قرن‌های ۱۰ تا ۱۴ میلادی) و ارتباط آن با درون چین به تصویر می‌کشد. کوانژو در دوره‌ای بسیار مهم برای تجارت دریایی در آسیا شکوفا شد. این محوطه شامل بناهای مذهبی از جمله مسجد چینجینگ از قرن ۱۱ میلادی، یکی از اولین ساختمان‌های اسلامی در چین، مقابر اسلامی، و مجموعه‌ای وسیع از بقایای باستان‌شناسی شامل بناهای اداری، اسکله‌های سنگی که برای تجارت و دفاع اهمیت داشتند، مکان‌های تولید سرامیک و آهن، اجزای شبکه حمل‌ونقل شهر، پل‌های باستانی، پاگوداها و کتیبه‌ها است. این شهر در متون عربی و غربی قرن‌های ۱۰ تا ۱۴ میلادی با نام زایتون شناخته می‌شد. | [ ۶۱ ] |
| ۵۷ |                               | چشم‌انداز فرهنگی جنگل چای باستانی کوه جینگمای                                          | یون‌نان                                                                      | ۲۰۲۳             | ۱۶۶۵(iii)(v)                    | در کوه جینگ‌مای در جنوب غربی چین، این چشم‌انداز فرهنگی طی هزار سال توسط مردم بلانگ و دای، بر اساس سنت‌هایی که از قرن دهم آغاز شده‌اند، شکل گرفته است. این محوطه یک منطقه تولید چای است که شامل روستاهای سنتی در میان باغ‌های چای کهن، احاطه شده توسط جنگل‌ها و مزارع چای می‌باشد. روش سنتی کشت در زیر سایه درختان چای کهن، پاسخی به شرایط خاص اکوسیستم کوه و اقلیم موسمی نیمه‌گرمسیری است و با نظام مدیریتی که جوامع بومی محلی آن را حفظ کرده‌اند، ترکیب شده است. مراسم و جشن‌های سنتی مرتبط با باور به نیای چای، که بر اساس آن ارواح در مزارع چای و در حیات‌وحش و گیاهان محلی زندگی می‌کنند، در هسته این سنت فرهنگی قرار دارد. | [ ۶۲ ] |
| ۵۸ |                               | بیابان باداین جاران                                                                   | مغولستان داخلی                                                              | ۲۰۲۴             | ۱۶۳۸(vii)(viii)                 | در فلات آلاشان، در منطقه فوق‌خشک و معتدل بیابانی شمال غربی چین، بیابان باداین جاران محل تلاقی سه منطقه شنی چین است و به‌عنوان سومین صحرای بزرگ و دومین صحرای متحرک چین شناخته می‌شود. این محوطه به‌واسطه تراکم بالای تپه‌های ماسه‌ای عظیم، که با دریاچه‌های میان‌تپه‌ای درهم‌آمیخته‌اند، برجسته است. این منطقه ویژگی‌های زمین‌شناسی و ژئومورفولوژیکی بی‌نظیری از مناظر و اشکال زمین در بیابان را به نمایش می‌گذارد. از جمله ویژگی‌های قابل‌توجه آن می‌توان به بلندترین تپه ماسه‌ای تثبیت‌شده جهان (با ارتفاع نسبی ۴۶۰ متر)، بالاترین تراکم دریاچه‌های میان‌تپه‌ای و گسترده‌ترین مناطق شن‌های آوازخوان (که توصیفگر صدای تولیدشده توسط حرکت باد در میان ماسه‌های خشک و روان است) و اشکال زمین فرسایش‌یافته بر اثر باد اشاره کرد. این چشم‌انداز متنوع منجر به تنوع زیستگاهی بالا و در نتیجه تنوع زیستی چشمگیر شده است. | [ ۶۳ ] |
| ۵۹ |                               | محور مرکزی پکن                                                                        | پکن                                                                         | ۲۰۲۴             | ۱۷۱۴(iii)(iv)                   | محور مرکزی پکن، که از شمال به جنوب در قلب تاریخی این شهر امتداد دارد، شامل کاخ‌ها و باغ‌های امپراتوری، سازه‌ها و ساختمان‌های آیینی و عمومی است. این محور گواهی بر تحول شهر و شواهدی از سیستم سلسله‌های امپراتوری و سنت‌های برنامه‌ریزی شهری چین را به نمایش می‌گذارد. مکان، طراحی، الگوی شهری، جاده‌ها و طرح کلی آن نمایانگر پایتختی ایده‌آل است که در متن کهن کائوگونگ‌جی، معروف به کتاب صنایع گوناگون، توصیف شده است. این منطقه، که بین دو رودخانه موازی قرار دارد، حدود ۳٬۰۰۰ سال پیش مسکونی شده، اما خود محور مرکزی در دوره دودمان یوان (۱۲۷۱–۱۳۶۸) زمانی که این سلسله پایتخت خود، دادو، را در بخش شمالی تأسیس کرد شکل گرفته است. این محوطه همچنین شامل سازه‌های تاریخی ساخته‌شده در دوران سلسله مینگ (۱۳۶۸–۱۶۴۴) و بهبود یافته در دوران سلسله چینگ (۱۶۳۶–۱۹۱۲) است. | [ ۶۴ ] |

## براساس ناحیه
| استان          | تعداد | میراث |
| -------------- | ----- | --- |
| پکن            | ۸     | دیوار بزرگ چین، شهر ممنوعه، زوکودیان، کاخ تابستانی پکن، نیایشگاه آسمان، آرامگاه سلطنتی دودمان چینگ و مینگ، آبراه بزرگ چین، محور مرکزی پکن      |
| هنان           | ۶     | دیوار بزرگ چین، غارهای لانگمن، یین، دنگ فنگ، آبراه بزرگ چین، جاده‌های ابریشم: شبکه راه چانگ‌آن-تین شان                                           |
| سیچوآن         | ۶     | دیوار بزرگ چین، دره جیوژایگو، هانگ لونگ، کوهستان امی، بودای بزرگ لشان، کوه کینگ چنگ، سامانه آبیاری دوجیانگ یان، پناهگاه‌های پاندا سیچوان        |
| یون‌نان         | ۶     | شهر قدیمی لیجیانگ، مناطق حفاظت‌شده یون‌نان، کارست جنوب چین، شیل‌های مائوتیان‌شان، تراس‌های برنج هانی هونگ‌هه، جنگل چای باستانی کوه جینگمای           |
| هبئی           | ۵     | دیوار بزرگ چین، اقامتگاه کوهستان چنگده، آرامگاه سلطنتی دودمان چینگ و مینگ، آبراه بزرگ چین، زیستگاه پرندگان مهاجر دریای زرد                     |
| لیائونینگ      | ۵     | دیوار بزرگ چین، کاخ‌های امپراتوری سلسله‌های مینگ و چینگ در پکن و شن یانگ، آرامگاه سلطنتی دودمان چینگ و مینگ، پایتخت و آرامگاه‌های پادشاهی گوگوریو |
| فوجیان         | ۵     | کوه وویی، فوجیان تالو، چشم‌انداز دانشیا، جزیره گولانگ‌یو، مرکز جهانی تجارت دریایی چین در دوره سونگ و یوان                                        |
| شاندونگ        | ۵     | کوه تای، دیوار بزرگ چین، آرامگاه و پرستشگاه کنفوسیوس، آبراه بزرگ چین                                                                           |
| شانشی          | ۴     | دیوار بزرگ چین، پینگ یائو، غارهای یونگانگ، کوه ووتای                                                                                           |
| جیانگسو        | ۴     | باغ‌های کلاسیک سوژو، آرامگاه سلطنتی دودمان چینگ و مینگ، آبراه بزرگ چین                                                                          |
| ژجیانگ         | ۴     | چشم‌انداز دانشیا، دریاچه غرب، آبراه بزرگ چین، سایت باستان‌شناسی لیانژو                                                                           |
| جیانگژی        | ۴     | پارک ملی لوشان، کوه سنکینگ، چشم‌انداز دانشیا |
| هوبئی          | ۴     | کوهستان وودانگ، آرامگاه سلطنتی دودمان چینگ و مینگ، سایت باستان‌شناسی توسی، شننگجیا                                                              |
| هونان          | ۴     | دیوار بزرگ چین، ولینگ یانگ، چشم‌انداز دانشیا، سایت باستان‌شناسی توسی                                                                             |
| گوئیژو         | ۴     | کارست جنوب چین، چشم‌انداز دانشیا، سایت باستان‌شناسی توسی، کوه فانجینگ                                                                            |
| مغولستان داخلی | ۳     | دیوار بزرگ چین، شانگدو، بیابان باداین جاران |
| آن‌هوئی         | ۳     | کوهستان هونگ‌شان، شیدی、هانگکن، آبراه بزرگ چین                                                                                                  |
| چونگ‌چینگ       | ۳     | سنگ‌نگاره‌های دازو، کارست جنوب چین، شننگجیا |
| شنشی           | ۳     | دیوار بزرگ چین، آرامگاه نخستین امپراتور چین و لشکر سفالین، جاده‌های ابریشم: شبکه راه چانگ‌آن-تین شان                                             |
| گانسو          | ۳     | دیوار بزرگ چین، غار موگای، جاده‌های ابریشم: شبکه راه چانگ‌آن-تین شان                                                                             |
| سین‌کیانگ       | ۳     | دیوار بزرگ چین، تیان شان، جاده‌های ابریشم: شبکه راه چانگ‌آن-تین شان                                                                              |
| تیانجین        | ۲     | دیوار بزرگ چین، آبراه بزرگ چین |
| گوانگ‌دونگ      | ۲     | برج‌های دفاعی کایپینگ، چشم‌انداز دانشیا |
| گوانگشی        | ۲     | کارست جنوب چین، سنگ‌نگاری هواشان زووجیانگ |
| چینگهای        | ۲     | دیوار بزرگ چین، هوه‌زیل |
| جی‌لین          | ۱     | پایتخت و آرامگاه‌های پادشاهی گوگوریو |
| تبت            | ۱     | قصر پوتالا |
| نینگ‌شیا        | ۱     | دیوار بزرگ چین |
| ماکائو         | ۱     | مرکز تاریخی ماکائو |
| شانگهای        | ۱     | زیستگاه پرندگان مهاجر دریای زرد |

## فهرست آزمایشی
علاوه بر سایت‌های موجود در فهرست میراث جهانی، کشورهای عضو می‌توانند فهرستی از سایت‌های آزمایشی را که ممکن است برای نامزدی در نظر بگیرند، در این فهرست قرار دهند. نامزدها در فهرست میراث جهانی تنها در صورتی پذیرفته می‌شوند که سایت قبلاً در فهرست آزمایشی قرار داشته باشد.
چین ۵۷ مکان در فهرست پیشنهادی خود دارد.
| #  | نگاره | نام                                                       | موقعیت                                | سال  | ش ثبتمعیارها                        | م | شرح     |
| ۱  |       | ذخیره‌گاه طبیعی بندر دونگ‌ژای                               | های‌نان                                | ۱۹۹۶ | ۱۰۵                                 | ذخیره‌گاه طبیعی بندر دونگ‌ژای در شهرستان چیونگ‌شان، استان گوانگ‌دونگ واقع شده و ۲٬۵۰۰ هکتار مساحت دارد و شش رودخانه را در خود جای داده است. جنگل حرایی نیز در ساحل جنوبی آن قرار دارد و زیستگاهی برای پرندگان و سایر حیات وحش فراهم می‌کند. در طول فصل بارانی، باد شدید و باران سیل آسا ناشی از طوفان سهمگین، مقدار زیادی از ماسه‌های ریز و ذرات آلی را وارد بندرها می‌کند و به دنبال آن، باتلاق‌ها را انباشته می‌کند. به دلیل آب کم عمق و باد ملایم و امواج آرام، این مکان برای رشد جنگل‌های حرا کاملاً مناسب است. در ذخیره‌گاه طبیعی دونگ‌ژای، عمدتاً ۱۲ خانواده گیاهی با ۱۹ گونه وجود دارند. | [ ۶۶ ]  |
| ۲  |       | ذخیره‌گاه طبیعی الیگاتور چینی                              | آنهویی                                | ۱۹۹۶ | ۱۰۶                                 | ذخیره‌گاه طبیعی الیگاتور در پایین‌دست رودخانهٔ یانگ‌تسه واقع شده است. الیگاتور چینی یکی از دو گونهٔ زنده از خانوادهٔ الیگاتورها است و گونهٔ دیگر در رودخانهٔ می‌سی‌سی‌پی زندگی می‌کند. طبق بررسی‌های میدانی، الیگاتور چینی تنها در بخش جنوبی استان آن‌هوئی و برخی مکان‌ها در استان همسایه ژجیانگ یافت می‌شوند و حدود ۵۰۰ عدد از آن‌ها وجود دارند. این ذخیره‌گاه طبیعی برای حفاظت از این گونه در سال ۱۹۸۲ بنیان‌گذاری شد. | [ ۶۷ ]  |
| ۳  |       | ذخیره‌گاه طبیعی پویانگ                                     | جیانگ‌شی                               | ۱۹۹۶ | ۱۰۷                                 | دریاچهٔ پویانگ، بزرگ‌ترین دریاچهٔ آب شیرین در چین است و در شمال استان جیانگژی و در جنوب دست‌های میانی و پایینی یانگ‌تسه قرار دارد. مساحت این دریاچه حدود ۳٬۸۴۱ کیلومتر و طول کرانهٔ آن ۱٬۸۰۰ کیلومتر است. این دریاچه به عنوان «سرزمین فراوانی» شناخته شده است و به عنوان «مروارید درخشان» در حوضهٔ رودخانه یانگ‌تسه با منابع آبی غنی و محصولات پررونق در زمین‌های حاصلخیز اطراف شهرت دارد. طبق بررسی اولیه، در دریاچه ۲۵ خانواده فیتوپلانکتون وجود دارد که در مجموع تقریباً ۱۰۰ گونه است. در سال ۱۹۸۳، ذخیره‌گاه پرندگان مهاجر در بخش غربی این دریاچه بنیان‌گذاری شد. | [ ۶۸ ]  |
| ۴  |       | لی جیانگ و چشم‌انداز گویلین                                | گویلین                                | ۱۹۹۶ | ۱۰۸                                 | رود لیجیانگ در گویلین، واقع در شمال شرقی منطقه خودمختار گوانگشی ژوانگ در چین، مساحتی بالغ بر ۲٬۰۰۰ کیلومتر مربع دارد و شامل شهر گویلین، شهرستان یانگشو و بخش‌هایی از شهرستان‌های لینگویی، لینگچوان و یونگفو است. این منطقه به دلیل مناظر طبیعی و تاریخی، از سال ۱۹۸۲ به‌عنوان یکی از مکان‌های مهم حفاظت‌شده ملی ثبت شده است. فرم‌های زمین‌شناسی این منطقه شامل چهار دسته است که فرسایش سنگ‌آهکی نقش اصلی را در آن‌ها دارد و باعث شکل‌گیری قله‌ها، جنگل‌های سنگی و غارهای زیبای کارستی شده است. رودخانه لیجیانگ، با طول ۱۱۶ کیلومتر، از کوه مائوئر سرچشمه گرفته و از گویلین و یانگشو عبور می‌کند. این منطقه علاوه بر طبیعت، تاریخی غنی دارد. حدود هفت تا هشت هزار سال پیش، انسان‌های نخستین در این منطقه زندگی می‌کردند. در سال ۲۱۴ پیش از میلاد، امپراتور چن شی هوانگ کانال لینگچو را ساخت و ارتباط رودخانه‌های شیانگجیانگ و لیجیانگ را برقرار کرد. این منطقه شامل ۱۵۷ تپهٔ سنگی، ۲۱ غار کارستی بزرگ، رودخانه‌ها و آثار فرهنگی همچون کتیبه‌های سنگی، کانال لینگچو، و بقایای باستانی دیگر است. همچنین جنگل اولیه هوپینگ، خانهٔ درخت نقره‌ای کاتای به‌عنوان فسیل زنده، در فاصله ۷۰ کیلومتری این شهر قرار دارد. | [ ۶۹ ]  |
| ۵  |       | دره یارلونگ                                               | تبت                                   | ۲۰۰۱ | ۱۶۲۲                                | منطقه یالونگ در فلات تبت، با پوشش دره‌های رودخانه یالوزانگبو، شاخه‌ها و برخی دریاچه‌ها، به‌عنوان زادگاه فرهنگ تبتی شناخته می‌شود. این منطقه با مساحت ۱۳۵۰ کیلومتر مربع، دارای آب‌وهوای معتدل و نیمه‌خشک موسمی است. ساختار زمین‌شناسی پیچیده آن شامل سنگ‌های دگرگونی و رسوبی از دوره‌های مزوزوئیک و یخچال‌های طبیعی است. رود یالوزانگبو، مرتفع‌ترین رود بزرگ جهان، با طول ۳۰۲ کیلومتر و ارتفاع بالای ۳۰۰۰ متر در این منطقه جاری است و مناظر بی‌نظیر کوهستانی و دره‌های عمیق را شکل داده است. دریاچه یانگژویونگچو، یکی از دریاچه‌های مقدس تبت، با ارتفاع ۴۴۴۵ متر و وسعت ۶۳۸ کیلومتر مربع، از دیگر نقاط برجسته منطقه است. همچنین، این منطقه با تنوع زیستی بالا، شامل ۶۸۳ گونه گیاهی و حیوانات تحت حفاظت است. منطقه یالونگ از نظر تاریخی و فرهنگی نیز اهمیت زیادی دارد و آثار تاریخی مانند معبد یونگبولاکانگ (قدیمی‌ترین کاخ تبت) و معبد چانگژو از دوران باستانی تا قرون میانه را در خود جای داده است. همچنین، این منطقه مهد فرهنگ و مذهب تبتی است؛ از جمله نخستین الفبای تبتی، اشعار، پزشکی سنتی و بودیسم تبتی از اینجا نشأت گرفته‌اند. در این منطقه، بقایای آثار تاریخی همچون آرامگاه‌های شاهان تبت، قصرها، مزارع و معابد برجای مانده که بازتابی از تاریخ اجتماعی و سیاسی تبت است. نقش کلیدی یالونگ در توسعه اولیه کشاورزی و دامداری، و جایگاه آن به‌عنوان مرکز سیاسی و فرهنگی، موجب ارزش جهانی بی‌نظیر این منطقه شده است. | [ ۷۰ ]  |
| ۶  |       | تنگه‌های یانگ‌تسه                                           | هوبئی، چونگ‌کینگ                       | ۲۰۰۱ | ۱۶۲۳                                | سه‌دره یانگ‌تسه، یکی از نخستین مناطق ملی دارای مناظر کلیدی در چین (از سال ۱۹۸۲)، شامل سه دره اصلی چوتانگ، ووشیا و شی‌لینگ است که با طول ۱۹۳ کیلومتر و پوشش مساحتی ۱۲۰۸ کیلومتر مربع، از منطقه بایدیچنگ در چونگ‌چینگ آغاز و به گذرگاه نانجین در استان هوبئی ختم می‌شود. این منطقه با مناظر طبیعی بی‌نظیر، صخره‌های عظیم، آبشارها، غارها و گونه‌های متنوع جانوری و گیاهی، از جمله میمون طلایی و درخت کبوتری، و همچنین بقایای فرهنگی و تاریخی غنی مانند تابوت‌های معلق و آثار دوران باستان، مقصدی مهم برای گردشگری، اکتشاف، و مطالعات علمی محسوب می‌شود. سه‌دره یانگ‌تسه همچنین به‌خاطر نقش آن در پرورش اساطیر و شخصیت‌های برجسته تاریخی مانند چو یوآن و ژائوجون شناخته شده است. این منطقه الهام‌بخش شاعران، نقاشان و دانشمندان بوده و آثار متعددی از جمله اشعار و نقاشی‌های آن‌ها بر جای گذاشته است. | [ ۷۱ ]  |
| ۷  |       | کوه جینفو                                                 | چونگ‌کینگ                              | ۲۰۰۱ | ۱۶۲۴(vii)(viii)(ix)                 | کوه جینفو، یک منطقه جنگلی ملی است که مساحتی برابر با ۱۳۰۰ کیلومتر مربع دارد. این کوه شامل مناطق حفاظتی و چشم‌اندازی وسیعی است و قله اصلی آن، فنگچویلینگ، با ارتفاع ۲۲۵۱ متر، بلندترین قله رشته‌کوه دالوشان محسوب می‌شود. این کوه به‌دلیل چشم‌اندازهای خیره‌کننده شامل صخره‌های عظیم، آبشارهای باشکوه، قله‌های جدا افتاده و دره‌های زیبا، یکی از چهار کوه معروف در مناطق سیچوان و چونگ‌چینگ است. جغرافیای منحصربه‌فرد آهکی-کارستی و ساختار زمین‌شناسی نئوکتایزی این منطقه، نمایانگر تاریخ زمین‌شناسی گسترده‌ای است که با ویژگی‌های ارتفاعات پلتفرمی و صخره‌های بلندی به طول ۶۰ کیلومتر همراه است. این کوه به‌عنوان پناهگاهی برای گونه‌های باستانی گیاهی، تنوع زیستی شگفت‌انگیزی دارد. جنگل‌های بکر با پوشش بیش از ۹۰ درصد بالای ارتفاع ۱۴۰۰ متر و گیاهانی چون کاتایا آرژیروفیلا (Cataya argyrophila) و درختان کمیاب دیگری از جمله برجسته‌ترین ویژگی‌های آن هستند. همچنین، این منطقه زیستگاه گونه‌های کمیاب جانوری مانند پلنگ، پلنگ ابری، ببر جنوب چین و میمون سیاه کاکل‌دار است. غارهای کارستی این کوه که قدمتی تا ۳۵۰ هزار سال دارند، شامل سیستم‌های گسترده‌ای مانند غار جینفو و گوفو هستند که به‌عنوان شبکه‌ای زیرزمینی شناخته می‌شوند و اهمیت علمی و تاریخی بالایی دارند. | [ ۷۲ ]  |
| ۸  |       | گودال بهشتی                                               | سیچوان، هوبئی، هونان و گویژو          | ۲۰۰۱ | ۱۶۲۵(vii)(viii)(ix)                 | منطقه دیدنی تیانکنگ و تیانجینگشیا بخشی از رشته‌کوه چی‌یائو است و به‌دلیل ساختار زمین‌شناسی منحصربه‌فرد و چشم‌اندازهای کارستی شناخته می‌شود. این منطقه دارای سیستم هیدروژئولوژیکی پیچیده‌ای است که از دره‌های گسترده، شکاف‌های عمیق، رودخانه‌های زیرزمینی و غارهای شگفت‌انگیز تشکیل شده است. عمیق‌ترین بخش این سیستم، شیائو‌جای است که عمقی بین ۵۱۱ تا ۶۶۲ متر دارد. رودخانه زیرزمینی که از این گودال عبور می‌کند، به آبشاری با ارتفاع ۴۶ متر ختم می‌شود. این منطقه دارای آب و هوای معتدل، بارش فراوان و پوشش گیاهی غنی با ۱۲۸۵ گونه گیاهی است که شامل گیاهان حفاظت‌شده‌ای مانند سرخ‌چوب سپیده‌دم و جینکو می‌شود. این منطقه همچنین زیستگاه گونه‌های متنوع جانوری از جمله میمون طلایی، پلنگ ابری، سمندر غول‌پیکر و سایر گونه‌های نادر است. حیوانات خاصی مانند ماهی‌های شفاف و قورباغه‌های سفید در رودخانه‌های زیرزمینی و شکاف‌های عمیق این منطقه زندگی می‌کنند. شکل خاص زمین‌شناسی این مکان، آن را به یکی از شگفت‌انگیزترین مناطق کارستی جهان تبدیل کرده است. | [ ۷۳ ]  |
| ۹  |       | کوه هوآ                                                   | شانشی                                 | ۲۰۰۱ | ۱۶۲۶                                | هوآشان، به‌عنوان یکی از کوه‌های مقدس تائوییسم در چین، با چشم‌اندازهای طبیعی بی‌نظیر و میراث تاریخی و فرهنگی غنی شناخته می‌شود. این کوه با صخره‌های شیب‌دار گرانیتی، دره‌های عمیق ، زیستگاه گونه‌های متنوعی از گیاهان و جانوران است که آن را به مکانی ایده‌آل برای مطالعات زیستی تبدیل کرده است. بیش از ۱۲۰۰ گونه گیاهی، از جمله گونه‌های نادر و در حال انقراض، و ۲۰۴ گونه جانوری در این منطقه شناسایی شده‌اند. همچنین ساختار زمین‌شناسی این کوه که شامل قدیمی‌ترین سنگ‌های متامورف از دوره نخست‌زیستی است، تاریخچه تکامل زمین را بازگو می‌کند. ین کوه هزاران سال محل زیارت و عبادت بوده و بیش از ۱۵۰۰ اثر تاریخی، شامل کتیبه‌های سنگی و معماری‌های باستانی، در آن یافت شده است. معابد مشهوری همچون معبد یشم، معبد زنیو و معبد دونگدائو نمونه‌های برجسته‌ای از معماری تائویی هستند. هواشان به‌عنوان تنها کوه مقدس تائوییسم که عاری از تأثیر دیگر ادیان است، جایگاه ویژه‌ای در تاریخ و فرهنگ چین دارد و به‌خاطر میراث طبیعی و معنوی‌اش، گنجینه‌ای ملی و جهانی محسوب می‌شود. | [ ۷۴ ]  |
| ۱۰ |       | کوه‌های یاندانگ                                            | ژجیانگ                                | ۲۰۰۱ | ۱۶۲۷                                | کوه یاندانگ، با سابقه‌ای طولانی و به‌عنوان یکی از اولین مناطق دیدنی ملی چین، به‌دلیل زیبایی طبیعی منحصربه‌فرد و ارزش علمی چشمگیر خود شهرت یافته است. این کوه که در مساحتی ۱۸۶ کیلومتر مربعی قرار دارد، نمونه‌ای برجسته از کالدراهای بازسازی‌شده کرتاسه است که قدمتی ۱۲۰ تا ۱۰۰ میلیون ساله دارند و داستان فرایندهای ژئولوژیکی عمیق قاره آسیا را بازگو می‌کنند. یاندانگ همچنین با اقلیم موسمی اقیانوسی خود و تنوع زیستی فراوان، میزبان ۱۲۴۸ گونه گیاه بذردار، از جمله گونه‌های بومی و در معرض خطر، است. این کوه با ترکیب چشم‌اندازهای خاصی چون قله‌های شگفت‌انگیز، آبشارها، دره‌های عمیق و استخرهای طبیعی، تجربه‌ای منحصربه‌فرد از زیبایی و شکوه طبیعت را به بازدیدکنندگان ارائه می‌دهد. یاندانگ، علاوه بر جذابیت طبیعی، از لحاظ تاریخی و فرهنگی نیز ارزشمند است. تاریخ توسعه این کوه به دوران سلسله تانگ در قرن هفتم بازمی‌گردد و در دوران سلسله سونگ به اوج خود رسید. در طول قرن‌ها، معابد تاریخی، اشعار، نقاشی‌ها و حکاکی‌های فراوانی توسط شاعران و هنرمندان الهام‌گرفته از این کوه برجای مانده است. یاندانگ نه تنها مقصدی زیبا برای گردشگران است، بلکه به‌عنوان موزه‌ای طبیعی و فرهنگی، نقشی مهم در مطالعات علمی و الهام‌بخشی به هنر و ادبیات دارد. | [ ۷۵ ]  |
| ۱۱ |       | رود نانشی                                                 | ژجیانگ                                | ۲۰۰۱ | ۱۶۲۹                                | رود نان‌شی، با طولی ۱۴۵ کیلومتری و ساختاری شبیه به درخت، بزرگ‌ترین شاخه شمالی رود او محسوب می‌شود. این رودخانه در میان کوه یاندانگ در شرق و کوه گوچانگ در غرب جریان دارد، که هر دو از جنوب به شمال ارتفاع خود را از دست می‌دهند. لایه‌های سنگی این کوه‌ها عمدتاً از توف، ریولیت و گرانیت تشکیل شده‌اند. رود نان‌شی در منطقه‌ای با اقلیم موسمی نیمه‌گرمسیری قرار دارد و تحت تأثیر آب‌وهوای دریایی است. این منطقه در تمام طول سال از آب‌وهوای گرم و مرطوب برخوردار بوده و دمای آن از ۴٫۲ درجه تا ۳۸٫۲ درجه سانتی‌گراد متغیر است، در حالی که میانگین سالانه دما ۱۸٫۲ درجه سانتی‌گراد است. در اطراف این منطقه دیدنی، تنوع زیادی از گیاهان و درختان نادر مانند چنار چینی و جینکو یافت می‌شود. رود نان‌شی با چشم‌اندازهای دل‌انگیز و آداب‌ورسوم ساده محلی، جذابیتی خاص دارد و در سال ۱۹۸۸ توسط شورای دولتی به‌عنوان منطقه گردشگری ملی معرفی شد. | [ ۷۶ ]  |
| ۱۲ |       | مایجی‌شان                                                  | گانسو                                 | ۲۰۰۱ | ۱۶۳۱                                | کوه مایجی شان به دلیل غارهای منحصربه‌فرد، مجسمه‌های گِلی نفیس، پوشش گیاهی غنی و چشم‌اندازهای طبیعی و زمین‌شناسی متنوع، یکی از مناطق دیدنی کلیدی چین است. این منطقه با مساحت ۱۴۲ کیلومترمربع شامل غارهای مایجی شان، صخره جاودانگان، دروازه سنگی، رودخانه چوشی و چشمه آب گرم جیه‌تینگ است. غارهای مایجی شان که در دوره چینِ غربی (۳۸۴–۴۱۷ میلادی) ساخته شده‌اند، طی ۱۲ سلسله تاریخی تکمیل شدند و با وجود زلزله‌ها و آتش‌سوزی‌ها، ۱۹۴ غار، ۷۲۰۰ مجسمه و ۱۰۰۰ متر مربع نقاشی دیواری بر جای مانده است. این غارها که در ارتفاع ۳۰ تا ۸۰ متری صخره‌ها کنده شده‌اند، به‌ویژه در سلسله‌های شمالی، به اوج هنر مجسمه‌سازی دست یافتند و به‌عنوان موزه‌ای ارزشمند از هنر و معماری بودایی شناخته می‌شوند. این منطقه با پوشش گیاهی ۷۶ درصد و بیش از ۲۷۳۸ گونه گیاه از جمله گونه‌های نادر و باستانی مانند جینکو و کاج پوست سفید، از تنوع زیستی بالایی برخوردار است. همچنین زیستگاه ۹۵ گونه پرنده و ۲۹ گونه پستاندار است که ۱۸ گونه از آنها تحت حفاظت ملی قرار دارند. زمین‌شناسی متنوع منطقه شامل سنگ‌های دگرگونی، ماسه‌سنگ‌های قرمز و گرانیت است که چشم‌اندازهایی شگفت‌انگیز از بیش از ۱۸۰ جاذبه طبیعی مانند جنگل‌ها، گل‌ها، رودها و آبشارها را خلق کرده‌اند. کوه مایجی شان با هماهنگی منحصربه‌فرد بین طبیعت و آثار تاریخی، نمونه‌ای بارز از ارتباط انسان و طبیعت به‌شمار می‌آید و در مطالعات معماری، مذهب بودایی و هنر مجسمه‌سازی اهمیت جهانی دارد. | [ ۷۷ ]  |
| ۱۳ |       | وودالیانچی                                                | هیلونگ‌جیانگ                           | ۲۰۰۱ | ۱۶۳۲(viii)(ix)                      | وودیالیانچی یکی از اولین مناطق طبیعی است که در سال ۱۹۸۲ توسط شورای دولتی چین به‌عنوان منطقه دیدنی تأیید شد و در سال ۱۹۹۶ به‌عنوان یک منطقه حفاظت‌شده طبیعی معرفی گردید. این منطقه از برجسته‌ترین و کامل‌ترین آثار فوران‌های آتشفشانی مدرن در چین و جهان به‌شمار می‌رود و منبع آب‌های معدنی مشهور آتشفشانی است. خوشه آتشفشانی وودیالیانچی در کمربند ساختاری شرق-غرب قرار دارد و فوران‌های آتشفشانی آن به‌دلیل فعالیت‌های گسل‌زایی در منطقه رخ داده‌اند. این منطقه شامل ۱۴ مخروط آتشفشانی است که عمدتاً در جهت NE قرار دارند و ناشی از فوران‌های آتشفشانی مکرر از دوران پلیستوسن است. کوه‌های لائوهای و هوشائو در قسمت مرکزی این منطقه به‌عنوان آتشفشان‌های جدید با فوران‌هایی در سال‌های ۱۷۱۹ تا ۱۷۲۱ شناخته می‌شوند، در حالی که سایر مخروط‌های آتشفشانی قدیمی‌تر و دچار فرسایش طولانی‌مدت شده‌اند. این منطقه به‌عنوان موزه‌ای از زمین‌شناسی آتشفشانی شناخته می‌شود و ویژگی‌های طبیعی متعددی دارد، از جمله جریان‌های گدازه‌ای با شکل‌ها و ساختارهای متنوع، بمب‌های آتشفشانی و مخروط‌های گاز که از جمله نادرترین پدیده‌ها در سطح جهانی هستند. علاوه بر این، آب‌های معدنی آتشفشانی وودیالیانچی نیز به‌عنوان یکی از سه چشمه معدنی سرد بزرگ جهان شناخته می‌شوند و دارای ویژگی‌های درمانی خاصی هستند که می‌توانند بیش از ۱۰۰ بیماری مزمن را درمان کنند. این چشمه‌ها شامل انواع مختلفی از آب‌های معدنی مانند بی‌کربنات، آهن‌سیلیس و گازکربنیک هستند که به‌طور گسترده‌ای به‌عنوان آب‌های معدنی درمانی شناخته می‌شوند و شهرت جهانی دارند. | [ ۷۸ ]  |
| ۱۴ |       | هیتان                                                     | فوجیان                                | ۲۰۰۱ | ۱۶۳۳                                | ساختار زمین‌شناسی مجمع‌الجزایر هیتان به شدت تحت تأثیر حرکات تکتونیکی یانشان و حرکات نئو-تکتونیکی قرار دارد که موجب فعالیت‌های شدید ماگما و گسل در این منطقه شده است. این فرایندها انواع مختلفی از اشکال زمین‌ریختی از جمله تپه‌ها، دشت‌ها، دریاچه‌ها، سواحل سنگی، سواحل شنی و سواحل گل‌آلود را در این جزایر به وجود آورده‌اند. سنگ‌های گرانیتی و آتشفشانی پراکنده و همچنین گسل‌ها و درزهای فراوان، باعث شکل‌گیری این مناظر طبیعی شده‌اند. در نتیجه فرسایش و فرآیندهای تولیدی که به‌واسطه تأثیرات آب و هوا به‌طور مداوم روی بستر سنگی این جزایر اعمال می‌شود، مناظر چشم‌نواز و اشکال صخره‌ای طبیعی و تقلیدی مختلفی به وجود آمده است. از جمله این مناظر، شیپای‌یانگ، چاه آسمانی و شی‌رن‌تان به‌عنوان سه منطقه دیدنی بی‌نظیر هیتان شناخته می‌شوند و به‌عنوان یکی از بهترین مناظر کشور و پدیده‌های شگفت‌انگیز جهانی شهرت دارند. طول کل سواحل شمالی، شرقی و جنوبی جزیره هیتان بیش از ۶۰ کیلومتر است. این جزیره دارای چهار ساحل شنی نقره‌ای شامل چانگ‌جیانگ، هیتان‌وان، تان‌نان‌وان و شان‌چیئو است که دارای شیب‌های ملایم و ماسه‌های نرم و تمیز با محتوای سیلیکون دی‌اکسید بیش از ۹۳ درصد هستند. در جلوی این سواحل، رشته‌های صخره‌ای به‌عنوان یک سپر طبیعی قرار دارند و تپه‌های کم‌ارتفاع و جنگل‌های سرسبز در زمین‌های وسیع‌تر این جزایر دیده می‌شوند. علاوه بر این، برخی دماغه‌ها به‌طور متناوب در کنار این سواحل، تومبولوها، تپه‌های شنی زیرآب و تپه‌های ساحلی قرار دارند که همگی یک مجموعه چشم‌نواز از مناظر شگفت‌انگیز را به وجود می‌آورند. آب‌های تمیز و بدون آلودگی دریا این منطقه را به یکی از بهترین سواحل برای شنا تبدیل کرده است. همچنین، در این منطقه دریاچه‌ای از یک خلیج که طی زمان‌های طولانی تکامل یافته، شکل گرفته است که به دلیل بارش مداوم باران، به یک دریاچه آب شیرین تبدیل شده است. به‌طور کلی، مناظر زمین‌شناسی و زمین‌ریختی خاص مجمع‌الجزایر هیتان از اهمیت علمی بالایی برخوردار هستند و ارزش حفاظتی فراوانی دارند. | [ ۷۹ ]  |
| ۱۵ |       | کوه کانگ و دریاچه اره                                     | یون‌نان                                | ۲۰۰۱ | ۱۶۳۴                                | کوه‌های کانگشان و دریاچه ارهای در استان یون‌نان چین واقع شده‌اند و منطقه‌ای به مساحت ۹۶۰ کیلومتر مربع را تشکیل می‌دهند. این منطقه طبیعی دارای مناظری زیبا و تاریخی است که شامل کوه‌های بلند و دریاچه‌ای است که همچون آینه‌ای روشن و زیبا می‌درخشد. این مکان بیش از ۱۰۰ جاذبه طبیعی و تاریخی دارد و ویژگی‌های برجسته‌ای از جمله تاریخ طولانی، آثار تاریخی و فرهنگی متعدد و آداب و رسوم قومی غنی را به نمایش می‌گذارد. کوه‌های کانگشان که در انتهای جنوبی رشته‌کوه هندوآن قرار دارند، ویژگی‌های زمین‌شناسی و اقلیمی پیچیده‌ای دارند و با بیش از ۶۰۰۰ گونه گیاهی، یک منطقه تنوع زیستی چشمگیر را ارائه می‌دهند. همچنین جنگل‌های اولیه آزالیا و یخچال‌های طبیعی قرن چهارم به جذابیت‌های طبیعی کوه افزوده است. دریاچه ارهای که گاهی در آن قایق‌های سفید در حال حرکت هستند، در کنار کوه‌های کانگشان تصویری زیبا از ترکیب باد، گل‌ها، برف و ماه ایجاد کرده است. دالی که در این منطقه واقع شده، تاریخچه‌ای طولانی دارد و در دوران نوسنگی شواهدی از سکونت انسان‌ها در آنجا یافت شده است. این شهر در دوره‌های مختلف به عنوان پایتخت پادشاهی‌های نانژائو، دالی، داشانگه، دیتیانشینگ و داینینگ بوده است. علاوه بر دالی، دو شهر تاریخی و فرهنگی ملی، یعنی شهر باستانی دالی و شهر باستانی وی‌شان نیز در این منطقه قرار دارند. آثار تاریخی متعددی نظیر سه مناره چنگ‌شنگ‌سی در دالی و غارهای شیباوشان از پادشاهی نانژائو نیز در این منطقه موجود است. | [ ۸۰ ]  |
| ۱۶ |       | مکان‌های تولید مشروبات چینی                                | هبی، جیانگ‌شی، سیچوان                  | ۲۰۰۸ | ۵۳۲۰(iii)(iv)(vi)                   | محوطه‌های تاریخی تولید مشروبات الکلی در چین، شامل کارگاه‌های لیولینگ زویی، لیدو، شویجینگجی، خوشه انبارهای تخمیر لوژو لاوجیاو داکو و تیانیی برای جیان‌نان‌چون، شواهد ارزشمندی از تکامل صنعت مشروب‌سازی در این کشور ارائه می‌دهند. این محوطه‌ها که قدمت برخی از آن‌ها به سلسله‌های جین، یوآن، سونگ، مینگ و چینگ بازمی‌گردد، شامل تأسیساتی مانند حوض‌های تخمیر، چاه‌ها، انبارها، سکوی خشک‌کردن و تجهیزات تقطیر هستند. کاوش‌های انجام‌شده در این مکان‌ها نه‌تنها فرآیندهای سنتی تولید الکل را آشکار کرده، بلکه درک بهتری از تحولات اقتصادی و اجتماعی چین در دوران مختلف فراهم آورده است. | [ ۸۱ ]  |
| ۱۷ |       | اقامتگاه‌های باستانی در شانشی و شنشی دینگ‌سون و دانگجیاچون  | شانشی، شنشی                           | ۲۰۰۸ | ۵۳۲۲(ii)(iii)(iv)(v)                | مجموعه اقامتگاه‌های باستانی در استان‌های شانشی و شاآنشی چین، شامل ساختمان‌های تاریخی است که به‌عنوان نمونه‌های برجسته‌ای از معماری سنتی چینی شناخته می‌شوند و نشان‌دهنده شیوه‌های زندگی و فرهنگ‌های محلی در این مناطق هستند. این اقامتگاه‌ها به دلیل ارزش‌های فرهنگی و تاریخی‌شان، نمونه‌ای برجسته از نوعی ساختمان یا مجموعه معماری، و نمونه‌ای برجسته از تعامل انسان و محیط زیست اشاره دارند. | [ ۸۲ ]  |
| ۱۸ |       | دیوارهای شهری                                             | شی‌آن، جینگژو، نانجینگ، شینگ‌چنگ        | ۲۰۰۸ | ۵۳۲۴(iii)(iv)                       | دیوارهای تاریخی شهرهای شینگ‌چنگ، نانجینگ، جینگژو و شی‌آن از مهم‌ترین استحکامات نظامی و شهری چین در دوران سلسله مینگ و چینگ هستند. دیوار شینگ‌چنگ، ساخته‌شده در سال ۴۳۰ میلادی، نقش کلیدی در دفاع از شهر در برابر حملات جین داشت و تنها دیوار شهری غیر از دیوار بزرگ بود که در نبردهای ۲۶ ساله مینگ و چینگ تصرف نشد. دیوار نانجینگ، که در اوایل دوران مینگ ساخته شد، با تلفیق معماری سنتی و محیط طبیعی، قدیمی‌ترین دیوار شهری جهان به شمار می‌رود و شامل میلیون‌ها آجر دارای کتیبه‌های تاریخی است. دیوار جینگژو با ۹ متر ارتفاع و برج‌های متعدد دفاعی، یکی از سازه‌های مستحکم دوران مینگ است که بخش زیادی از آن بدون آسیب حفظ شده است. دیوار شی‌آن، که ریشه در استحکامات سلسله‌های سوی و تانگ دارد، طی قرون متمادی مرمت شد و امروزه یکی از کامل‌ترین دیوارهای باستانی چین محسوب می‌شود. این دیوارها نه‌تنها نماد قدرت نظامی، بلکه نمونه‌هایی برجسته از شهرسازی سنتی چین هستند که همچنان پابرجا مانده‌اند. | [ ۸۳ ]  |
| ۱۹ |       | دریاچه باریک غربی و منطقه تاریخی یانگژو                   | جیانگسو                               | ۲۰۰۸ | ۵۳۲۷(iii)(iv)(v)                    | دریاچه باریک غربی در یانگژو، با پیشینه‌ای از دوره‌های مختلف تاریخی، در قرن هجدهم به شکل یک باغ هماهنگ و زیبا برای استقبال از امپراتور چیان‌لونگ طراحی شد و به یکی از شاهکارهای معماری باغ‌سازی چین تبدیل گشت. این منطقه، که با اقتصاد پررونق نمک در دوره‌های مینگ و چینگ توسعه یافت، نه‌تنها مرکز ساخت باغ‌های کلاسیک چین شد، بلکه ساختار شهری تاریخی آن، شامل خیابان‌ها، سیستم آبی و بناهای سنتی، سبک منحصربه‌فرد شهرهای آبی جنوب چین را حفظ کرده است. یانگژو همچنین به دلیل صنایع دستی ارزشمند، مانند لاک‌کاری و حکاکی یشم، و هنرهای نمایشی سنتی، از جمله آوازهای محلی و نمایش عروسکی، که به‌عنوان میراث فرهنگی ناملموس ملی ثبت شده‌اند، جایگاه ویژه‌ای در فرهنگ چین دارد. | [ ۸۴ ]  |
| ۲۰ |       | شهرهای آبی باستانی ژوژوانگ، لوجی، ووژن و شیتانگ           | ژجیانگ، جیانگسو                       | ۲۰۰۸ | ۵۳۲۸(ii)(iv)(v)                     | شهرهای تاریخی ژوجوانگ، لوجی، ووجن و شیتانگ از مهم‌ترین شهرهای آبی جنوب چین هستند که با تاریخ و فرهنگ غنی خود، ساختارهای سنتی، پل‌های سنگی، خیابان‌های آبی، بازارهای قدیمی و صنایع دستی را حفظ کرده‌اند. ژوجوانگ که در قرن یازدهم تأسیس شد، با سیستم آبی پیشرفته‌اش به مرکز تجارت و تبادلات اجتماعی تبدیل شد. لوجی با خیابان‌های موازی با رودخانه و معماری خاص، از قرن پانزدهم به یکی از مراکز مهم تجاری سوژو بدل شد. ووجن با قدمتی ۷۰۰۰ ساله، در دوران مینگ و چینگ در اوج شکوفایی اقتصادی بود و به‌عنوان مرکز تجارت ابریشم و صنایع‌دستی شناخته می‌شد. شیتانگ نیز با معماری یکپارچه‌اش از دوره‌های مینگ و چینگ، پل‌های متعدد، کوچه‌های باریک و گذرگاه‌های سرپوشیده، نمونه‌ای کم‌نظیر از شهرهای آبی سنتی چین است. این شهرها با حفظ ساختارهای تاریخی خود، اسناد ارزشمندی برای مطالعه شهرهای آبی کهن به شمار می‌روند. | [ ۸۵ ]  |
| ۲۱ |       | بخش چینی جاده ابریشم                                      | شنشی، گانسو، سین‌کیانگ، ژجیانگ، فوجیان | ۲۰۰۸ | ۵۳۳۵(i)(ii)(iii)(iv)(v)(vi)         | جاده ابریشم یک مسیر تجاری باستانی است که از پایتخت قدیمی چین، چانگ‌آن (شی‌آن امروزی) آغاز می‌شود و به‌عنوان شاهراهی برای تبادلات اقتصادی، سیاسی و فرهنگی بین شرق و غرب عمل می‌کرد. این مسیر زمینی آسیا، آفریقا و اروپا را به هم متصل می‌کرد و از کوه لانگ‌شان، گذرگاه‌های یو‌من‌گوان و یانگ‌گوان عبور کرده، به سین‌کیانگ می‌رسید، از آسیای مرکزی و غربی می‌گذشت و در نهایت به آفریقا و اروپا منتهی می‌شد. در ابتدا، هدف اصلی این مسیر تجارت ابریشم بود که نماد تمدن چین باستان و صنایع دستی پیشرفته آن بود. نام "جاده ابریشم" را اولین‌بار جغرافیدان آلمانی، فردیناند فن ریختوفن، در دهه ۱۸۷۰ مطرح کرد. شواهد باستان‌شناسی نشان می‌دهد که این مسیر پیش از دودمان هان غربی (۲۰۶ ق.م - ۲۵ م) نیز برای مهاجرت و ارتباطات استفاده می‌شد، اما تبادلات مستند میان تمدن‌های شرق و غرب در دوره هان غربی آغاز شد. در سال ۱۳۹ ق.م و سپس در ۱۱۹ ق.م، امپراتور هان وودی، ژانگ چیان را به‌عنوان فرستاده ویژه به مناطق غربی اعزام کرد و این اقدام به توسعه جاده ابریشم و رونق تجارت و سفر در طول این مسیر انجامید که زندگی مردم آن را به‌شدت تحت تأثیر قرار داد. | [ ۸۶ ]  |
| ۲۲ |       | شهرستان فنگهوانگ                                          | هونان                                 | ۲۰۰۸ | ۵۳۳۷(i)(ii)(iii)(iv)                | شهر فنگهوانگ در جنوب غربی استان هونان، گذرگاهی استراتژیک میان هونان و گویژو، با تاریخی غنی از دوره دودمان تانگ تا چینگ است. در سال ۶۶۰ میلادی، تیان یانگ‌مینگ نظام پنج قلعه را در این منطقه بنا نهاد و در دوره‌های بعد، این شهر دستخوش تغییرات اداری و نظامی شد. در دوران دودمان چینگ، فنگهوانگ به یکی از مراکز مهم حکومتی تبدیل شد و در اوایل قرن ۱۸ دیوارهای سنگی، دفاتر اداری، معابد، مدارس و بازارها در آن احداث شدند. شهر باستانی فنگهوانگ با مساحت ۱.۸ کیلومتر مربع، دارای ۲۰ خیابان قدیمی، ده‌ها کوچه تاریخی و بیش از ۲۰۰ خانه مسکونی باستانی است که همچنان حفظ شده‌اند. | [ ۸۷ ]  |
| ۲۳ |       | مکان‌های نانیو                                             | گوانگ‌دونگ                             | ۲۰۰۸ | ۵۳۳۸(ii)(iii)                       | محوطه‌های باستانی دولت یوی جنوبی در گوانگژو، شامل کاخ، آرامگاه پادشاه و دروازه چوبی، از مهم‌ترین کشفیات باستان‌شناسی چین هستند. این دولت (۲۰۳-۱۱۱ پ.م.) نقش کلیدی در گذار منطقه لینگ‌نان از جامعه بدوی به فئودالی داشت. آرامگاه پادشاه با بیش از ۱۰۰۰ اثر تاریخی، کاخ سلطنتی با باغی کهن و سیستم مهندسی پیشرفته کنترل سیلاب، نشان‌دهنده تمدن پیشرفته آن دوره‌اند. کشف الواح چوبی حاوی اسناد حکومتی، و بقایای جانوری و گیاهی، از جمله قدیمی‌ترین نمونه کدو مومی جهان، اصالت این محوطه را اثبات می‌کند. این محوطه که آثار سلسله‌های مختلف را در خود جای داده، بازتابی از توسعه ۲۰۰۰ ساله گوانگژو و ارزشمند برای مطالعه تاریخ، معماری و شهرسازی چین است. | [ ۸۸ ]  |
| ۲۴ |       | کتیبه باستانی بایهلیانگ                                   | چونگ‌کینگ                              | ۲۰۰۸ | ۵۳۴۱(iii)(iv)                       | پهنه سنگی بایهه‌لیانگ (تخت‌سنگ مرغ سفید) در رود یانگ‌تسه، شمال شهر فولینگ در چونگ‌چینگ قرار دارد و نام آن برگرفته از درناهایی است که پیش‌تر در این منطقه گرد هم می‌آمدند. این سنگ‌پشته ۱۶۰۰ متر طول و ۲۵ متر عرض دارد و در تمام سال زیر آب است، مگر در فصل خشک زمستان که نمایان می‌شود. از دوران دودمان تانگ (۷۶۳ میلادی)، ساکنان منطقه با حکاکی تصویر ماهی بر روی سنگ، پایین‌ترین سطح آب را ثبت می‌کردند که اعتقاد بر این بود ظهور آن نشانه برداشت فراوان محصولات کشاورزی در سال بعد است. این اثر که دارای بیش از هزار سال قدمت و صدها کتیبه ارزشمند از سلسله‌های مختلف است، یکی از مهم‌ترین یادگارهای تاریخی برای بررسی تغییرات سطح آب رودخانه یانگ‌تسه محسوب می‌شود. در سال ۱۹۸۸، دولت چین آن را به‌عنوان میراث فرهنگی ملی به ثبت رساند، اما با آغاز پروژه سد سه‌دره، این سنگ‌پشته برای همیشه زیر آب رفت. برای حفظ آن، پروژه حفاظت زیرآبی در سال ۲۰۰۳ آغاز شد و عملیات مستندسازی، تقویت بخش‌های مختلف و جلوگیری از فرسایش انجام شد تا این میراث ارزشمند برای آیندگان حفظ شود. | [ ۸۹ ]  |
| ۲۵ |       | روستاهای مردم میائو                                       | گوئیژو                                | ۲۰۰۸ | ۵۳۴۴(i)(iv)(v)(vi)                  | روستاهای قوم میائو در جنوب شرقی استان گویژو، به‌ویژه در مناطق لیشان، تایجیانگ، جیانهه و کونگ‌جیانگ، از مهم‌ترین سکونتگاه‌های این قوم باستانی هستند. بر اساس افسانه‌ها، قوم میائو از قبیله جیو‌لی در حدود ۵۰۰۰ سال پیش در حوضه رود زرد منشأ گرفته و سپس به مناطق میانی و پایینی رود یانگ‌تسه مهاجرت کرده است. در دوران دودمان‌های چین و هان، این قوم به شرق گویژو و بعدها در دوران یوآن و مینگ به جنوب غربی این استان نقل مکان کردند. در دوران دودمان چینگ، منطقه لی‌گونگ‌شان به مرکز اصلی سکونت قوم میائو تبدیل شد و بعدها برخی از آنان به ویتنام، لائوس، تایلند، برمه و حتی اروپا و آمریکا مهاجرت کردند. امروزه در این منطقه بیش از ۲۰۰ روستای میائو وجود دارد که ۲۱ مورد از آن‌ها در فهرست موقت میراث جهانی چین ثبت شده‌اند. این روستاها، با معماری منحصربه‌فرد، سبک زندگی سنتی و پیوند عمیق با محیط طبیعی، نمونه‌ای برجسته از سکونتگاه‌های انسانی به‌شمار می‌روند. میراث فرهنگی ناملموس، مانند موسیقی سنتی، رقص‌های برنز-طبل و آیین‌های باستانی، همچنان در این روستاها حفظ شده و بازتابی از تنوع و اصالت فرهنگ میائو است. بااین‌حال، نفوذ تمدن مدرن چالش‌هایی جدی برای حفظ این سبک زندگی ایجاد کرده است. این روستاها، علاوه بر ارزش تاریخی و فرهنگی، به‌عنوان نمونه‌ای کم‌نظیر برای مطالعات علمی در زمینه معماری و فرهنگ قومی نیز اهمیت فراوانی دارند. | [ ۹۰ ]  |
| ۲۶ |       | کاریز                                                     | سین‌کیانگ                              | ۲۰۰۸ | ۵۳۴۷(i)(iv)(v)                      | اسناد تاریخی نشان می‌دهد که ساخت چاه‌های کاریز در ترکستان توسط مردم هان معرفی شده است. از زمان لین زکسو کاریزها اهمیت فراوانی یافتند و بخشی از سامانه آبیاری بوده‌اند. در منطقه تورفان قنات‌ها بالغ بر بیش از ۱۱۰۰ حلقه چاه هستند که از این میان ۵۳۸ حلقه در شهر تورفان، ۴۱۸ حلقه در شانسان و ۱۸۰ حلقه در توکسون قرار دارند. حجم رواناب سالانه این چاه‌های کاریز ۲۹۴ میلیون متر مکعب است که ۳۰٪ از کل مناطق آبیاری شده در منطقه تورفان را تشکیل می‌دهد. | [ ۹۱ ]  |
| ۲۷ |       | آرامگاه شاهزاده جیان لو                                   | هنان                                  | ۲۰۰۸ | ۵۳۵۱(ii)(iii)(iv)(vi)               | بر اساس اسناد تاریخی، روش حفر قنات در منطقه سین‌کیانگ، از جمله نواحی غربی، توسط قوم هان معرفی شد، زیرا در آن زمان اقوام اقلیت شمال غربی چین هنوز به این فناوری تسلط نداشتند. در دوران مدرن، لین زه‌شو یکی از مهم‌ترین چهره‌هایی بود که به ترویج و توسعه قنات‌ها پرداخت. از آن زمان، قنات‌ها به بخش مهمی از سیستم آبیاری تبدیل شدند. در منطقه تورفان، بیش از ۱۱۰۰ رشته قنات وجود دارد که شامل ۵۳۸ رشته در شهر تورفان، ۴۱۸ رشته در شان‌شان و ۱۸۰ رشته در توک‌سون است. مجموع آب خروجی این قنات‌ها سالانه ۲۹۴ میلیون مترمکعب است که ۳۰ درصد از اراضی کشاورزی این منطقه را آبیاری می‌کند. طول هر قنات بسته به شرایط جغرافیایی متغیر است و معمولاً از چهار بخش تشکیل می‌شود: کانال روباز، کانال زیرزمینی، چاه‌های عمودی و مخزن کوچک. کانال زیرزمینی هسته اصلی قنات بوده و مسیر اصلی جریان آب است، درحالی‌که چاه‌های عمودی به خروج گل‌ولای و شن کمک می‌کنند. خروجی کانال زیرزمینی که به "دهان اژدها" معروف است، به کانال‌های سطحی متصل شده و آب قنات‌ها پیش از ورود به شبکه آبیاری، ابتدا وارد مخزن‌های کوچک می‌شود. | [ ۹۲ ]  |
| ۲۸ |       | کوه‌های مقدس چین                                           | شانشی، شاآنشی                         | ۲۰۰۸ | ۵۳۵۳(i)(ii)(iii)(iv)(vi)(vii)(viii) | پرونده‌ی «چهار کوه مقدس به عنوان گسترشی از کوه تای‌شان» در واقع درخواست الحاق این کوه‌ها به میراث فرهنگی و طبیعی جهانی کوه تای‌شان است که در سال ۱۹۸۷ ثبت شد. این کوه‌ها شامل کوه هنگ‌شان جنوبی (استان هونان)، کوه هواشان غربی (استان شاآنشی)، کوه سونگ‌شان مرکزی (استان هنان) و کوه هنگ‌شان شمالی (استان شانشی) هستند. مساحت منطقه‌ی اصلی این چهار کوه ۵۴٬۷۶۹ هکتار و منطقه‌ی حائل آن ۴۴٬۶۵۸ هکتار است. پنج کوه مقدس چین بیش از سه هزار سال مورد پرستش بوده‌اند و موقعیت جغرافیایی ویژه و ارتفاع چشمگیر آن‌ها از سطح زمین، موجب اهمیت آن‌ها در فرهنگ چین شده است. در سال ۲۱۹ پیش از میلاد، امپراتور چین شی‌هوانگ مراسم قربانی در کوه تای‌شان برگزار کرد که منجر به ایجاد آیین‌های ملی ویژه‌ای شد و پس از آن، امپراتوران بعدی نیز برای مشروعیت‌بخشی به حکومت خود، این سنت را ادامه دادند. این کوه‌ها به عنوان نماد وحدت سیاسی و سرزمینی در دوره‌ی تمدن کشاورزی چین شناخته می‌شوند. پنج کوه مقدس از نظر فرهنگی نیز جایگاه مهمی دارند و پنج نوع فرهنگ برجسته در ارتباط با آن‌ها شکل گرفته است: نخست، فرهنگ «پنج عنصر» (آب، آتش، چوب، فلز و خاک) که در شکل‌گیری این کوه‌ها نقش داشته‌اند. دوم، فرهنگ «وحدت جهانی» که ریشه در دوره‌ی بهار و پاییز و دوران دولت‌های متخاصم دارد و بر وحدت سیاسی و فرهنگی تأکید دارد. سوم، فرهنگ قربانی که در دوران فئودالی چین گسترش یافت و مراسم فنگ‌شان (قربانی برای خدایان) به مهم‌ترین آیین ملی تبدیل شد. چهارم، فرهنگ دینی که با توسعه‌ی بودیسم در کوه‌های هنگ‌شان جنوبی و سونگ‌شان مرکزی پیوند دارد و بر فرهنگ آسیا تأثیر گذاشته است. پنجم، فرهنگ منظره که در قالب سنگ‌نوشته‌ها و آثار ادبی بازتاب یافته و میراثی ارزشمند برای هنر و ادبیات چین و جهان محسوب می‌شود. این عناصر فرهنگی در تعامل با یکدیگر، شکل‌گیری، توسعه و تداوم پنج کوه مقدس را رقم زده‌اند. | [ ۹۳ ]  |
| ۲۹ |       | جنگل‌های تکله‌مکان–پده                                      | سین‌کیانگ                              | ۲۰۱۰ | ۵۵۳۲(viii)(ix)(x)                   | بیابان تکله‌مکان یکی از شاخص‌ترین بیابان‌های گرم معتدل در جهان است و در بزرگ‌ترین حوضه‌ی درون‌قاره‌ای چین، یعنی حوضه تاریم، قرار دارد. این بیابان با مساحت ۳۳۷٬۶۰۰ کیلومتر مربع، بزرگ‌ترین بیابان چین و دومین بیابان بزرگ جهان است. تکله‌مکان در میان کوه‌های تیان‌شان، کالاکون‌لون و کونلون محصور شده و دارای آب‌وهوای قاره‌ای خشک است. تغییرات دمایی شدید، بارش سالانه‌ی کمتر از ۱۰۰ میلی‌متر و تبخیر بالا (۲۵۰۰ تا ۳۴۰۰ میلی‌متر) از ویژگی‌های آن هستند. دمای تابستان به ۴۵٫۶ درجه‌ی سانتی‌گراد (۱۹۹۷) می‌رسد و در زمستان تا کمتر از منفی ۲۰ درجه کاهش می‌یابد، در حالی که اختلاف دمای شبانه‌روزی بیش از ۴۰ درجه است. وزش شن‌های روان در این بیابان بسیار شدید بوده و طوفان‌های شن حدود یک‌سوم سال را در بر می‌گیرند. سرعت باد در برخی موارد به ۳۰۰ متر بر ثانیه می‌رسد. ساختار جغرافیایی تپه‌های شنی این بیابان متنوع و پیچیده است و انواعی همچون تپه‌های هلالی، گنبدی، لانه‌زنبوری، پرتو‌مانند، شاخه‌ای، شانه‌ماهی و هرمی را شامل می‌شود. ارتفاع متوسط تپه‌های شنی بین ۱۰۰ تا ۲۰۰ متر بوده و در برخی نقاط به ۳۰۰ متر نیز می‌رسد. بیش از ۸۰٪ از مساحت بیابان را شن‌های روان پوشانده و بررسی‌ها نشان می‌دهد که تپه‌های شنی کوچک سالانه حدود ۲۰ متر جابه‌جا می‌شوند. همچنین، در هزار سال گذشته این بیابان حدود ۱۰۰ کیلومتر به سمت جنوب گسترش یافته است. محصور بودن این منطقه توسط رشته‌کوه‌های بلند، شرایط فوق‌العاده خشک و محیط بیابانی گرم‌معتدل آن را شکل داده است. | [ ۹۴ ]  |
| ۳۰ |       | رشته‌کوه آلتای                                             | سین‌کیانگ                              | ۲۰۱۰ | ۵۵۳۳(vii)(viii)(ix)                 | کوه‌های آلتای در جهت شمال غربی-جنوب شرقی از چین، قزاقستان، مغولستان و روسیه کشیده شده‌اند. طول کل آن ۱۶۵۰ کیلومتر و عرض آن ۱۳۰-۲۰۰ کیلومتر است و ارتفاع آن بین ۱۰۰۰ تا ۳۰۰۰ متر متغیر است. بلندترین قله، قله یویی با ارتفاع ۴۳۷۴ متر در مرز چین، روسیه و مغولستان قرار دارد. بخش چین آلتای در دامنه جنوبی قسمت میانه کوه‌ها قرار دارد و حدود ۵۰۰ کیلومتر طول دارد که یک‌سوم طول کل کوه‌های آلتای را تشکیل می‌دهد. دو رودخانه بزرگ از آلتای چین سرچشمه می‌گیرند: رود ارگیس که سرچشمه رودخانه بین‌المللی اربی است که به اقیانوس منجمد شمالی می‌ریزد و رود اولونگور که دومین رودخانه بزرگ محصور در خشکی سین‌کیانگ است و به دریاچه اولونگور می‌ریزد. در طول دوران کواترنری، چندین یخ‌بندان در آلتای چین رخ داده و ویژگی‌های فرسایش یخچالی و زمین‌ساخت انباشتگی ایجاد کرده‌اند. منطقه کاناس که در دامنه جنوبی قله یویی قرار دارد، بزرگ‌ترین مرکز یخ‌بندان در کوه‌های آلتای است و شواهد کاملی از جغرافیای یخچالی از میانه دوران پلیستوسن تا به امروز ثبت کرده است. ویژگی‌های برجسته زمین‌شناسی یخچالی در این منطقه شامل یخچال‌های عظیم، ۲۱۰ یخچال به مساحت ۴۰۰ کیلومتر مربع و انواع مختلف یخچال‌ها از جمله یخچال‌های دره‌ای همگرا، یخچال‌های دره‌ای منشعب و کلاهک‌های یخی است. در این منطقه، سه گروه برجسته از دایره‌های یخچالی، دایره‌های یخچالی پوشیده از گیاهان، دایره‌های یخچالی توخالی و یخچال‌های مدرن دیده می‌شود که مراحل و ویژگی‌های انقباض یخچالی و گسترش پوشش گیاهی را نشان می‌دهند. آثار یخچالی همچون نوناتاک‌ها، لبه‌های تیز و شیارهای یخچالی به طور گسترده‌ای توسعه یافته‌اند. دریاچه‌های یخچالی به شکل رشته‌هایی از مروارید پراکنده شده‌اند، از جمله دریاچه‌های کاناس، سفید، سیاه و دوتایی که مراحل و دامنه انقباض یخچالی را نشان می‌دهند. رسوبات یخچالی نیز به طور گسترده‌ای در این منطقه پراکنده شده‌اند و شامل تپه‌های مورن و سنگ‌های غول‌پیکر یخچالی هستند.                                                  | [ ۹۵ ]  |
| ۳۱ |       | قره‌قروم–پامیر                                             | سین‌کیانگ                              | ۲۰۱۰ | ۵۵۳۵(viii)(x)                       | کوه‌های پامیر منطقه‌ای معروف برای همگرایی کوه‌ها در جهان هستند. این منطقه بزرگ‌ترین منطقه همگرایی کوه‌ها است که از تلاقی کوه‌های تیان‌شان، کلاکون‌لان، هیمالیا، هندوکش و جبال جیرتر-سلیمان شکل گرفته است. کوه‌های پامیر در قلب اوراسیا واقع شده و در چین، تاجیکستان و افغانستان گسترده‌اند. این کوه‌ها به دلیل برخورد صفحه‌های قاره‌ای هند و اوراسیا حدود ۶۰ تا ۲۰ میلیون سال پیش شکل گرفته‌اند. پامیرها به عنوان «بام جهان» شناخته می‌شوند. منطقه نامزد شده شامل بلندترین قله‌های کوه‌های قراقرم و پامیر است. قله‌های قراقرم، که در جنوب شرقی پامیرها قرار دارند، دومین قله بلند جهان به نام K2 (با ارتفاع ۸۶۱۱ متر) را در خود دارند. منطقه قله‌های پامیر در لبه شرقی پامیرها واقع شده و شامل قله‌های بلندتری مانند کونگور تاخ، کوه‌های جیوبیه و کوه موزتاق آتا است که به عنوان قله‌های مشهور جهان شناخته می‌شوند. | [ ۹۶ ]  |
| ۳۲ |       | پاگودای معبد فوگنگ و معبد فنگ‌گوئو                         | شانشی، لیائونینگ                      | ۲۰۱۳ | ۵۸۰۳(i)(iii)(iv)                    | پاگودای چوبی یینگشیان در استان شانشی و تالار اصلی صومعه فِنگ‌گُو در استان لیائونینگ از مهم‌ترین سازه‌های چوبی منفرد مربوط به دودمان لیائو در چین هستند. پاگودای یینگشیان، ساخته‌شده در ۱۰۵۶ میلادی، قدیمی‌ترین و بلندترین سازه چندطبقه چوبی جهان با ارتفاع ۶۷.۳۱ متر و ۹ طبقه است. تالار اصلی صومعه فنگ‌گو، که در ۱۰۲۰ میلادی بنا شد، با عرض ۴۷.۶ متر، عمق ۲۵.۱۳ متر و ارتفاع ۲۴ متر، بزرگ‌ترین و مهم‌ترین سازه چوبی بودایی چین محسوب می‌شود. این دو بنا از برجسته‌ترین نمونه‌های طراحی و ساخت معماری چوبی در چین باستان هستند. پاگودای چوبی یینگشیان، که به پاگودای شاکیامونی معبد فوگونگ نیز معروف است، در شهر شوُژو، استان شانشی قرار دارد. این بنا که در دوران دودمان لیائو ساخته شد، در دوره‌های مینگ و چینگ به‌عنوان «نخستین پاگودا» شهرت داشت. این سازه بدون استفاده از میخ، با تکنیک اتصالات کام و زبانه ساخته شده و ساختار هشت‌ضلعی آن شامل پنج طبقه، شش بام و دو ردیف ستون پیرامونی است. با وجود زلزله‌های متعدد در ۹۰۰ سال گذشته، همچنان استوار باقی مانده و در ۱۹۶۱ به‌عنوان یکی از میراث ملی چین ثبت شد. | [ ۹۷ ]  |
| ۳۳ |       | سایت‌های باستان‌شناسی نیوهلیانگ، هونگشانهو و ویجیائووپو     | لیائونینگ، مغولستان داخلی             | ۲۰۱۳ | ۵۸۰۴(i)(iii)(iv)                    | محوطه‌های باستان‌شناسی نیوهلیانگ، هونگشانهو و ویجیاوُپو (۶۰۰۰-۵۰۰۰ سال پیش) از مهم‌ترین مراکز فرهنگ هونگشان هستند. نیوهلیانگ (۵۵۰۰-۵۰۰۰ سال پیش) بزرگ‌ترین و غنی‌ترین محوطه آیینی و تدفینی این دوره بوده است، درحالی‌که هونگشانهو و ویجیاوُپو سکونتگاه‌های انسانی محسوب می‌شوند. این سه محوطه با وجود کارکردهای متفاوت، تصویری روشن از زندگی، تولید، آیین‌ها و تدفین در فرهنگ هونگشان ارائه می‌دهند. نیوهلیانگ در استان لیائونینگ، میان فلات مغولستان و دشت شمال چین، در ارتفاع ۵۵۰ تا ۶۸۰ متری قرار دارد. از ۱۹۸۱ تاکنون، ۱۶ محوطه باستانی در این منطقه شناسایی و کاوش شده‌اند که شامل معبد الهه، محراب قربانی و تپه‌های سنگی است. نبود آثار سکونت نشان می‌دهد که این محوطه، مرکز آیینی جدا از مناطق مسکونی بوده و به‌عنوان «سرزمین مقدس» فرهنگ هونگشان شناخته می‌شود. | [ ۹۸ ]  |
| ۳۴ |       | کوره‌های شانگلین لیک یوئه و کوره لانگ‌چوان                  | ژجیانگ                                | ۲۰۱۳ | ۵۸۰۶ (ii)(iii)(iv)                  | این مجموعه مکان‌ها شامل است کوره‌های تولید کننده سبز بیدی در چین باستان است که از قرن اول تا هفدهم میلادی، در آنجا فعالیت می‌شد. مقیاس عظیم و بقایای تاریخی پراکنده این مجموعه، ابتکار چینی‌ها و اصل و ریشۀ این صنعت که مربوط به سنت آنان است را اثبات می‌کند. | [ ۹۹ ]  |
| ۳۵ |       | سانفانگ چی‌شیانگ                                           | فوجیان                                | ۲۰۱۳ | ۵۸۰۸(iii)(iv)                       | منطقه تاریخی سه خط و هفت کوچه در فوجو، پایتخت استان فوجیان چین، واقع شده است. این محله در میان زیچنگ (طیف وسیعی از دیوارهای شهری) سلسله جین (قرن ۳ تا ۴ میلادی) و لوچنگ (طیف وسیعی از دیوارهای شهری) ساخته شده در سلسله تانگ (قرن هفتم تا ۱۰ میلادی) قرار گرفته. این موقعیت جغرافیایی محل مناسبی برای گسترش ادبیات و حضور خاندان‌های ثروتمند در عصر سلسله‌های جین و تانگ بوده است. بیش از ۲۰۰ ساختمان تاریخی از عصر مینگ (قرن ۱۴ تا ۱۷ میلادی) و سلسله‌های چینگ (قرن هفدهم تا ۲۰ میلادی) به خوبی در این منطقه حفظ شده است. | [ ۱۰۰ ] |
| ۳۶ |       | آرامگاه‌های شیای غربی                                      | نینگ‌شیا                               | ۲۰۱۳ | ۵۸۱۱(iii)                           | مقبره‌های امپراتوری شیا غربی، یک مجموعه آرامگاه‌های سلطنتی امپراطوران در دودمان شیای غربی (۱۰۳۸–۱۲۲۷) است. مقبره‌ها بهترین میراث فرهنگی تاریخی هستند که نمایانگر تمدن تانگوت در بزرگ‌ترین مقیاس و در بالاترین رتبه هستند. این مقبره‌ها که بین قرن یازدهم و سیزدهم میلادی ساخته شده است، به کوه‌های هلان در غرب و دشت یینچان و رودخانه زرد در شرق محدود می‌شوند و در مساحت حدود ۵۰ کیلومتر مربع شامل ۹ مقبره سلطنتی، ۲۵۴ مقبره فرعی، ۱ سایت مجتمع معماری بزرگ و بیش از ۱۰ محل کشف آجر و کاشی است. | [ ۱۰۱ ] |
| ۳۷ |       | روستاهای دونگ                                             | هونان، گوانگشی                        | ۲۰۱۳ | ۵۸۱۳(iii)(iv)(v)                    | روستاهای دونگ در جنوب غربی چین و پراکنده در چند استان کشور هستند. ساکن شدن نزدیک به آب مهمترین الگوی شهرک‌ها و روستاهای دونگ است. خانه‌ها در دامنه‌های کوه در امتداد رودخانه‌ها توزیع می‌شوند. | [ ۱۰۲ ] |
| ۳۸ |       | کانال لینگچو                                              | گوانگشی                               | ۲۰۱۳ | ۵۸۱۴(i)(iv)(vi)                     | کانال لینگچو، که به عنوان کانال دانال یا کانال شینگان نیز شناخته می‌شود، در شهرستان شینگان، منطقه خودمختار گوانگشی واقع شده است. این یک کانال باستانی رودخانه شیانگ و رودخانه لی را به هم وصل می‌کند و به حوضه‌های آبریز رودخانه یانگ تسه و مروارید می‌پیوندد و به منطقه مرکزی چین و منطقه لینگنان می‌ریزد. طول کلی آن ۳۶٫۴ کیلومتر است. در زمان امپراتوری شین که توانستند چین را یکپارچه و متحد نمایند، امپراتور چن شی هوانگ دستور به ساخت کانال داد. این پروژه در سال ۲۱۴ پیش از میلاد به پایان رسید. این کانال مستقیماً امنیت نظامی چین جنوبی را تضمین کرده است. این کانال تا پیش از ایجاد راه‌آهن، بیش از ۲۰۰۰ سال به عنوان مسیر اصلی حمل و نقل آبی بین لینگنان و چین مرکزی قابل استفاده بود. | [ ۱۰۳ ] |
| ۳۹ |       | ساختمان‌های دیائولو                                        | سیچوان                                | ۲۰۱۳ | ۵۸۱۵(i)(ii)(iii)(iv)(v)             | در دره‌های آلپی شرق فلات چینگ‌های - تبت، ۲۲۵ ساختمان دیائولو و ۱۵ روستا هستند که گروه‌های قومی تبت و کیانگ در آن قرار دارند و ارتفاع منطقه ای که روستاها در آن واقع شده، بیشتر بین ۱۵۰۰ تا ۵۰۰۰ متر از دریا است. از غرب به شرق، کوه‌های بزرگ برفی، رودخانه دادو، کوه‌های چیونگل و رودخانه مین قرار دارند. با داشتن چندین دره موازی در جهت شمال و جنوب، گذرگاه‌هایی را به عنوان بخشی از راهرو تبت-یی برای مهاجرت گروه‌های قومی فراهم می‌کند، این منطقه در مبادلات بین گروه‌های قومی در غرب چین مهم است. با توجه به کتیبه‌های موجود در استخوان‌ها یا پوسته‌های لاک پشت (اوراکل)، در زمان دودمان شانگ (۱۶۰۰ پ‌م - ۱۰۴۶ پ‌م)، مردم چیانگ یکی از باستانی‌ترین گروه‌های قومی در چین بودند و مدت زمان طولانی در این منطقه زندگی کرده‌اند. مردم تبت پس از قرن هفتم به منطقه مهاجرت کردند و به شاخه ای متفاوت از آنچه در تبت بودند بدل شدند که از طریق همجوشی قومی با مردم محلی، با آنان خو گرفتند. پرستش عامیانه خدایان بهشت و کوهستان، و مذاهب بودیسم بونپو و تبتی در این منطقه غالب است. شیوه دامپروری و کشاورزی به خصوصی نیز در این ناحیه حاکم است. | [ ۱۰۴ ] |
| ۴۰ |       | سایت باستانی جینشا و آرامگاه‌های سان‌شینگ‌دویی               | سیچوان                                | ۲۰۱۳ | ۵۸۱۶(i)(ii)(iii)(v)                 | طبق افسانه‌ها و سوابق تاریخی، روزگاری یک کشور باستانی به نام «شو» در حوضه سیچوان محصور در جنوب غربی چین واقع شده بود. در سال ۳۱۶ پ‌م، دولت باستانی شو توسط دولت شین فتح شد و فرهنگ باستانی شو در فرهنگ اصلی دشت مرکزی (ژونگویان) تحلیل رفت و فقط چند عنوان سلطنتی ذکر شده در افسانه‌ها از آن باقی مانده است؛ بنابراین، بازسازی تاریخ و فرهنگ شو باستان به شدت به مواد باستان‌شناسی و منابع متکی است. به لطف یافته‌های مهم باستان‌شناسی در سایت‌های شو باستان، یک تمدن منحصر به فرد و جذاب، که کاملاً متفاوت از تمدن برنز دره رودخانه زرد بود، به تدریج آشکار شد. مکانهای باستان‌شناسی کشور باستانی شو، نماینده برجسته تمدن عصر برنز در چین، آسیای شرقی و حتی جهان است. در مجموع مساحت تحت پوشش این سایت‌ها بالغ بر ۶۱۱٫۳ هکتار است. | [ ۱۰۵ ] |
| ۴۱ |       | یاردانگ‌های سین‌کیانگ                                       | سین‌کیانگ                              | ۲۰۱۵ | ۵۹۸۹(vii)(viii)                     | اصطلاح ژئومورفیک «یاردانگ» که به شکل بین‌المللی شناخته شده، از زبان اویغور سرچشمه گرفته است و به معنای تپه کوچک با رویهٔ شیب‌دار است. کاوشگر سوئدی، سون هدین، هنگام کاوش در منطقه و منطقه‌های شمال غربی چین در اوایل قرن بیستم، یاردانگ را به عنوان یک تعریف فنی و رسمی پیشنهاد کرد. چین مساحتی به بزرگی ۲۰٬۰۰۰ کیلومتر مربع زمین‌های یاردانگ در خود دارد. معمولی‌ترین یاردانگ‌ها به ویژه در حوضه‌های سین کیانگ و قیدام متمرکز شده‌اند. اقلیم سین‌کیانگ (ترکستان شرقی) در مناطق داخلی قاره اوراسیا، با بارش پراکنده و باد فراوان تا بیش از ۶۰۰۰ کیلومتر مربع یاردانگ را در خود توسعه داده. | [ ۱۰۶ ] |
| ۴۲ |       | یاردانگ‌های دون‌هوانگ                                       | گانسو                                 | ۲۰۱۵ | (vii)(viii)۵۹۹۰                     | اصطلاح ژئومورفیک «یاردانگ» که به شکل بین‌المللی شناخته شده، از زبان اویغور سرچشمه گرفته است و به معنای تپه کوچک با رویهٔ شیب‌دار است. کاوشگر سوئدی، سون هدین، هنگام کاوش در منطقه و منطقه‌های شمال غربی چین در اوایل قرن بیستم، یاردانگ را به عنوان یک تعریف فنی و رسمی پیشنهاد کرد. ژئوپارک دون‌هوانگ با مساحتی بالغ بر ۲۵۱ کیلومتر مربع، با توزیع متراکم و تشکیل پیچیده منشورهای یاردانگ از نواحی مهم برای شناخت این گونه زمین‌شناختی است. یاردانگ‌های اینجا توسط خاک رس لکچین فلوویو با لایه لایه نازک پلیستوسن میانی ساخته شده و به‌طور متناوب توسط باد و سیل در مدت زمان طولانی مجسمه می‌شوند. در همین حال، یاردانگ‌ها در اینجا بهترین ارزش بصری را نسبت به هر مکان دیگر دارند. | [ ۱۰۷ ] |
| ۴۳ |       | کوه تیانژو                                                | آنهویی                                | ۲۰۱۵ | ii, iii, v, vi, vii, viii۵۹۹۲       | تیانژوشان در استان آنهویی منظره کوهستانی بزرگی است که دارای قله‌های گرانیتی و غارها، آبشارها و چشمه‌ها است که زیباترین گرانیت در امتداد منطقه گسل تان‌لو است. تیانژوشان دارای قدمت تاریخی بالایی نیز هست. این کوهستان گهواره فرهنگ هوئی است. تنها بقایای مانده از عصر نوسنگی در استان آنهویی، کتیبه‌ای به قدمت ۱۲۰۰ سال، معبد سانزو و تأثیر مهم کوهستان در فرهنگ مذهبی از میراث فرهنگی آن هستند. | [ ۱۰۸ ] |
| ۴۴ |       | جینگ‌گانگ                                                  | جیانگشی، هونان                        | ۲۰۱۵ | iii, vi, vii, x۵۹۹۳                 | این گزینه برای بسط میراث ثبت‌شدهٔ کوه وویی است. وویی یک محدوده ساحلی است که در منطقه آب و هوایی موسمی شرقی قاره آسیا قرار گرفته. مساحت سایت میراث ۶۳۵٫۷۵ کیلومتر مربع است، در حالی که منطقه حائل آن ۳۶۴ کیلومتر مربع را پوشش می‌دهد. قله اصلی کوه هوئانگ‌گانگ با ارتفاع ۲۱۵۸ متر، در مرز استان فوجیان قرار می‌گیرد، که بالاترین قله مناطق نیمه گرمسیری قاره اوراسیا است و پوشش گیاهی و جانوری متنوعی را خلق کرده. میراث فرهنگی آن نیز در ارتباط با تاریخچهٔ اقوام گومی، مین یوو و نئو کنفوسیسم است و بقایا و گورستان‌های ارزشمندی در خود دارد. | [ ۱۰۹ ] |
| ۴۵ |       | شودائو                                                    | سیچوان                                | ۲۰۱۵ | ii, iii, iv, vi, vii, x۵۹۹۴         | شودائو یک سیستم جاده‌ای باستانی است که بیش از ۲۳۰۰ سال قدمت دارد و با مسیرهای شگفت‌انگیز از میان کوه‌های رسوبی شمال سیچوان عبور می‌کند. در این مسیر انواع شهرهای تاریخی همبسته، معابد تائوئیسم و بودیسم و سایر یادگارهای فرهنگی در پس‌زمینهٔ مناظر باشکوه پیرامون قابل مشاهده هستند. همچنین دارای تنوع زیستی فوق‌العاده ای است؛ از جمله پاندای غول‌پیکر، تاکین و مونال چینی، پاندای سرخ، سمندر غول‌پیکر. این سرزمین بازتابی از هماهنگی فرهنگ‌های چینی با محیط کوهستانی سخت و سابقه ای از سازگاری مردم و تعاملشان با سیستم‌های طبیعی متنوع در طول هزاران سال گذشته است. | [ ۱۱۰ ] |
| ۴۶ |       | تولین و گوگه                                              | تبت                                   | ۲۰۱۵ | ii, iii, v, vi, vii, viii۵۹۹۵       | از دیدگاه طبیعی، یک نوع ژئومورفولوژی خاص به نام «خاک جنگلی» در این محل وجود دارد که از نظر زیبایی‌شناسی و زمین‌شناسی ارزش جهانی برجسته ای دارد. همچنین رنگهای مختلف خاک، بستر و ترکیب فیزیکی آن را نشان می‌دهد و در میان آن مقدار زیادی فسیل وجود دارد و اثبات مستقیم یا غیرمستقیم تکامل محیطی باستانی فلات چینگه-تبت را نشان می‌دهد. از دیدگاه فرهنگی، منطقه اطراف تولین گوگه، تمدن ویژه گوگه را با کاخ‌ها و بقایای غارها در خود جای داده. پادشاهی گوگه تأثیرگذارترین پادشاهی در بین دولت‌های محلی تبت پس از پایان دودمان توبو بود. همچون تمدن‌های پومپی و مایا، پادشاهی گوگه نیز ناگهان در دوران اوج و شکوفایی خود به پایان رسید. این پادشاهی در تاریخ آیین بودایی نیز حائز اهمیت است. | [ ۱۱۱ ] |
| ۴۷ |       | کوه گوانسن و کوه لویا                                     | شانشی                                 | ۲۰۱۷ | vii, ix۶۱۸۴                         | کوه گوانسن یک کوهستان در ضلع شمالی رشته‌کوه لو لیانگ در شانشی است که دارای ارتفاع متوسط بین ۱۸۰۰ متر تا ۲۰۰۰ متر و مساحت ۴۴۰۰۰ کیلومتر مربع است. منطقه کوه گوانسن دارای توپوگرافی و ژئومورفولوژی پیچیده‌ای از جمله منطقه کوهستانی راکی، منطقه تپه‌ای لس و مورفولوژی رودخانه‌ای است. کوه لویا در شهرستان نینگوو، شهر شینژو، استان شانشی واقع شده است. این کوه منبع رودخانه و آبریز سنگان و همچنین قله اصلی کوه گوانسن است. بالاترین قله کوه لویا ارتفاعی بالغ بر ۲٬۷۸۲ متر دارد. | [ ۱۱۲ ] |
| ۴۸ |       | خولون‌بویر                                                 | مغولستان داخلی                        | ۲۰۱۷ | ۶۱۸۵(iii)(vii)(ix)(x)               | بخش خولون‌بویر در منطقه خودمختار مغولستان است. بخش طبیعی این ملک از شش ذخیره‌گاه طبیعی نسبتاً مستقل تشکیل شده است که سه اکوسیستم مختلف جنگلی، تالابی و چمنزار دارند. | [ ۱۱۳ ] |
| ۴۹ |       | دریاچه چینگ‌های                                            | چینگ‌های                               | ۲۰۱۷ | ۶۱۸۶(vii)(ix)(x)                    | دریاچه چینگ‌های یک تالاب شور داخلی با اهمیت بین‌المللی است. این بزرگ‌ترین حوضه آبریز دریاچه شور داخل کشور است و سامانه آبی اطراف آن اکوسیستم وسیع و منحصر به فرد فلات داخلی را به وجود آورده است و زیستگاه ایده‌آلی را برای بسیاری از حیوانات وحشی فراهم می‌کند. دریاچه همچنین بخش مهم آبی در امنیت اکولوژیکی فلات شمال شرقی چینگ‌های-تبت است و یک مانع طبیعی برای جلوگیری از گسترش بیابان زایی به سمت شرق محسوب می‌شود. تنوع زیستی در فلات، کاملاً وابسته به آب این دریاچه بوده و تنها زیستگاه حیوان در معرض خطر آهوی پرژوالسکی است. همچنین یک سایت گرانبها برای مطالعه الگوی مهاجرت پرندگان و زنجیره غذایی فلات و… است و یک استخر ژن مهم برای ارگانیسم‌های فلات با ارزش بسیار زیادی برای تحقیقات علمی فراهم می‌کند. | [ ۱۱۴ ] |
| ۵۰ |       | کوه کایلاش، گورلا مانداتا، دریاچه ماناساروار و لهانگ-تسو  | تبت                                   | ۲۰۱۷ | ۶۱۸۷(iii)(v)(vi)(vii)(viii)(x)      | این منطقه در شهرستان بورانگ در منطقه خودمختار تبت بوده و در ارتفاع بیش از ۴۵۰۰ متری واقع شده است و به مرز هند و نپال نزدیک است. «دو قله که به شمال و جنوب می‌رسند و دو دریاچه که در شرق و غرب یکدیگر را منعکس می‌کنند» ویژگی‌های اساسی چشم‌انداز طبیعی این محل را توصیف می‌کند. چشم‌انداز منحصر به فرد متشکل از یخچال‌های طبیعی، دریاچه‌ها، تالابها و چمنزارها است. «دو کوه» به کوه مقدس گانگ رینپوچه (۶٬۶۳۸ متر) و قله الهه نایمونائنی (۷٬۶۹۴ متر) و «دو دریاچه» به دریاچه مقدس ماناساروار و دریاچه ارواح لهاناگ تسو اشاره دارند. وجود این محیط طبیعی منحصر به فرد، ادیان و فرهنگ‌های خاص و غنی را در خود پرورش داده است. | [ ۱۱۵ ] |
| ۵۱ |       | کوه تای‌هانگ                                               | هبئی، شانشی، هنان                     | ۲۰۱۷ | ۶۱۸۸(iii)(vii)(viii)(x)             | یادگارهای ویژه زمین‌شناسی، فسیل‌ها و آب‌شناسی باستانی که اکنون منقرض شده است، در کوهستان تای‌هانگ قابل ردیابی است. این ناحیه سرشار از تنوع زیستی و یکی از مناطق اصلی زیست پرندگان بومی در جهان و همچنین دالانی مهم برای بقای گونه‌های نادر در شمال چین است. این کوهستان دارای شکلی بی نظیر از زمین، قله‌های برجسته، دره‌های عمیق، آبشارهای مداوم و غارهای عجیب و غریب است که همراه با چشم‌انداز زیست‌محیطی منحصر به فرد، پدیده‌های نجومی در چهار فصل و رنگ‌های زیبا، نوع خاصی از مناظر کوه و رودخانه‌ها را پدیدمی‌آورد. | [ ۱۱۶ ] |
| ۵۲ |       | رشته‌کوه چانگ‌بای                                           | جیلین                                 | ۲۰۱۷ | ۶۱۹۰(vii)(viii)(ix)(x)              | چانگ‌بای یک آتشفشان معمولی و خفیف با گروه آتشفشانی آشکار مانند شکل گدازه‌های آتشفشانی، شکل زمین آب، کارست زمین و شکل زمین یخبندان و پریگلاسی است. در همین حال، کوه چانگ‌بای یک موزه طبیعی و یک استخر ژن غول‌پیکر است که انواع مختلفی از اقلیم و انواع جامعه بیولوژیکی مانند منطقه معتدل و منطقه معتدل سرد، منطقه زیر قطبی و دایره قطب شمال و غیره را گرد می‌آورد. منظره نادر پوشش گیاهی عمودی و منظره آتشفشانی در آنجا از نظر بوم‌شناسی، علم و زیبایی‌شناسی از ارزش غیرقابل ارزش‌گذاری برخوردار است. | [ ۱۱۷ ] |
| ۵۳ |       | آبشار هئوانگ گوژو                                         | گوئیژو                                | ۲۰۱۹ | ۶۳۸۰ (v)(vii)(viii)                 | فلات یون‌نان–گوئیژو در جنوب چین واقع شده است. این منطقه متعلق به حوضه آبریز در فلات کارست است. ساختار زمین‌چهر فلات-دره از دو واحد ژئومورفیک بسیار متفاوت اما نزدیک به هم تشکیل شده است: منطقه فلات و منطقه تنگه. | [ ۱۱۸ ] |
| ۵۴ |       | مناطق فسیلی تریاس گوئیژو                                  | گوئیژو                                | ۲۰۱۹ | ۶۳۸۱(viii)                          | مکان‌های فسیلی دورهٔ تریاس در گوئیژو، در جنوب غربی چین، از چهار جزء شامل جانوران پانکسی، فون زینگی-ووشا، فون ژینگی-دینگ شیائو و گوانلینگ بیوتا تشکیل شده است که در مجموع ۸۲٫۴۳ کیلومتر مربع را پوشش می‌دهند. | [ ۱۱۹ ] |
| ۵۵ |       | جنگل‌های بارانی استوایی هاینان و سکونتگاه سنتی مردم قوم لی | هاینان                                | ۲۰۲۲ | ۶۵۸۲(iii)(v)(x)                     | این ناحیه واقع در بخش مرکزی جنوبی جزیره هاینان است و پناهگاهی برای گونه‌های در حال انقراض و بومی هاینان است، و همچنین مکان عمده‌ای است که گروه قومی لی برای نسل‌ها در آن زندگی کرده و با شرایط طبیعت محلی سازگار شده‌اند. از منظر طبیعت، این محل دارای گونه‌های منحصر به فرد و مناظر زیستگاهی خاصی است. | [ ۱۲۰ ] |
| ۵۶ |       | مصب رودخانه فوجیان مینجیانگ                               | فوجیان                                | ۲۰۲۲ | ۶۶۱۹(x)                             | رودخانه مینجیانگ به عنوان بزرگ‌ترین سیستم آبی مستقل در استان فوجیان، همچنین یک سیستم آبی مستقل نسبتاً بزرگ در امتداد سواحل جنوب شرقی چین است. بیشتر انشعابات رود در قسمت بالایی آن از کوه‌های وویی سرچشمه می‌گیرند. این رودخانه در نهایت در شمال شرقی منطقه چانگل، به دریای چین شرقی می‌ریزد. حوضه رودخانه مینجیانگ از نظر زیبایی طبیعی، شکل زمین‌شناسی، فرآیندهای بیولوژیکی و اکولوژیکی، و همچنین تنوع زیستی که در سطح بین‌المللی به رسمیت شناخته شده است، دارای ارزش جهانی برجسته ای است. تالاب‌ها و آب‌های ساحلی اطراف در مصب رودخانه مینجیانگ، زیستگاه‌های کلیدی برای انواع گونه‌های در معرض خطر جهانی، به ویژه پرندگان مهاجر فراهم می‌کند. | [ ۱۲۱ ] |
| ۵۷ |       | مناطق دارای فسیل پستانداران در هژنگ                       | گانسو                                 | ۲۰۲۴ | ۶۷۶۸(viii)                          | این مجموعه شامل پنج سایت است که در تقاطع سه منطقه آب و هوایی قرار دارند: منطقه موسمی شرقی، منطقه خشک غربی و منطقه کوهستانی فلات چینگ‌های - تبت. از نظر ژئومورفولوژی نیز این ناحیه جایی است که میان اولین پله زمین و پله دوم زمین در سرزمین اصلی چین قرار دارد. خودِ قلمرو در منطقه آب و هوای معتدل قاره‌ای شمالی است که متوسط ساعات آفتابی آن در سال ۲۴۵۷ ساعت، دوره بدون یخبندان ۱۳۳ روز و میانگین دمای سالانه ۵ درجه سانتی گراد است. این حوضه هنگام بالا آمدن سنوزوییک در فلات تشکیل شده است و رسوبات رخساره‌های زمینی متاخر سنوزوییک متأخر از بسترهای قرمز الیگوسن تا هولوسن (حدود ۳۰ میلیون تا ۱۰۰۰۰ سال پیش) را در خود جای داده است. این مجموعه یکی از کامل‌ترین بخش‌های زیست‌چینه‌شناسی سنوزوییک پسین در اوراسیا است که سرشار از فسیل‌های پستانداران است. | [ ۱۲۲ ] |